# Gloucestershire Regiment
Le Gloucestershire Regiment (en français le régiment du comté de Gloucester), communément appelé le Glosters, était un régiment d'infanterie de l'Armée britannique de 1881 à 1994. Il trouve son origine dans le régiment du colonel Gibson qui a été constitué en 1694 et devint en 1751 le 28e régiment de ligne, le 28th (North Gloucestershire) Regiment of Foot. En 1881, le régiment fut formé par amalgame du 28e régiment et du 61e régiment de ligne, le 61st (South Gloucestershire) Regiment of Foot. Il hérite de l'unique distinction dans l'Armée britannique de porter un badge aussi bien au recto qu'au verso de sa coiffe, une tradition qui a pour origine la bataille d'Alexandrie en 1801 où ils combattirent sur deux rangs dos à dos.
Pendant la Première Guerre mondiale, le régiment compta un total de 24 bataillons ; seize prirent part aux combats en France et en Flandres, ainsi qu'en Italie, aux Dardanelles, en Mésopotamie et à Salonique, perdant un total de 8 100 hommes et recevant quatre Victoria Cross. Quatre bataillons furent actifs sous les couleurs du régiment durant la Seconde Guerre mondiale : les 2e et 5e combattirent dans la bataille de France, le 2e se faisant détruire lors de la bataille de Dunkerque ; reformé, le 2e bataillon débarqua sur Gold Beach le 6 juin 1944 et fit ensuite la campagne du Nord-Ouest de l'Europe. Le 1er bataillon fut impliqué dans la retraite de Rangoon lors de la conquête japonaise de la Birmanie, et le 10e bataillon participa à de la défaite des forces japonaises durant la campagne de Birmanie en 1944-1945.
Pendant la guerre froide, le régiment fut réduit à un bataillon, célèbre lors de la guerre de Corée quand il tint sa position durant trois nuits contre les Nord-Coréens durant la bataille de la rivière Injin. Ce fait d'armes, bloquant l'encerclement des autres unités des Nations unies, anéanti temporairement le bataillon. Puis le régiment fut envoyé en Allemagne, en Afrique, aux Caraïbes, en Amérique centrale, au Moyen-Orient, ainsi que dans le conflit nord-irlandais.
Peu de temps après avoir célébré son tricentenaire en 1994, le régiment fut amalgamé avec le régiment royal du duc d'Édimbourg pour former le régiment royal du Gloucestershire, du Berkshire et du Wiltshire. Le nouveau régiment hérita du badge au verso, et lorsqu'il fusionna en 2007, il transmit ses traditions à son successeur, The Rifles.

## 28th Regiment of Foot

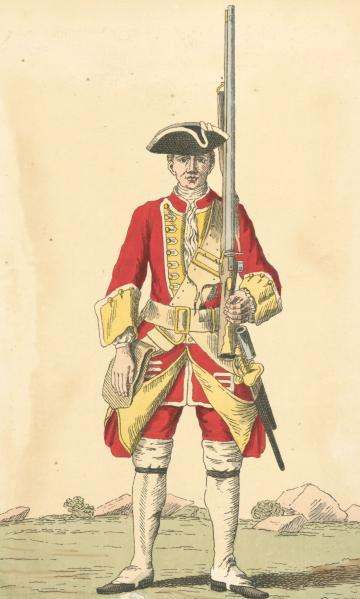
Uniforme du 28e vers 1742 : habit rouge à parements jaunes (pour col, revers, manches, fausses poches et retroussis des basques). L'arme est un Brown Bess, un fusil fonctionnant avec une platine à silex.

Le régiment du Gloucestershire plonge ses racines dans l'unité levée en 1694 par John Gibson, le gouverneur de Portsmouth, sous le nom de Sir John Gibson's Regiment of Foot. Ce régiment à un seul bataillon est envoyé tenir garnison à Terre-Neuve, avant d'être dissous en 1697 (une large part de l'effectif n'ayant pas survécu à l'hivernage). Reformé en 1702 avec le même colonel pour la guerre de Succession d'Espagne, il garnisonne d'abord en Irlande, puis est débarqué en Flandres en 1704, participant aux batailles d'Eliksem en 1705 et de Ramillies en 1706 ; de retour en Angleterre, il embarque ensuite pour le Portugal, pour être engagé pendant la bataille d'Almansa en 1707, puis à Tarragone en 1708. Lors de la guerre de la Quadruple-Alliance, il participe à la descente de Vigo en 1719. Pendant la guerre de Succession d'Autriche, le régiment débarque en Flandres en 1743, combat lors de la bataille de Fontenoy en 1745, participe au siège de Lorient en 1746 puis aux opérations autour de Hulst. L'unité garnisonne ensuite en Irlande à partir de 1749.
En 1751, le régiment prend le rang de 28e régiment de ligne, en anglais 28th Regiment of Foot. La guerre de Sept Ans l'envoie en Amérique du Nord dès 1757 : il combat au siège de Louisbourg en 1758, à la bataille des Plaines d'Abraham en 1759 et à la bataille de Sainte-Foy en 1760. Le 28e est envoyé ensuite aux Antilles, pour prendre la Martinique aux Français puis La Havane aux Espagnols en 1762.
Le 28e régiment revient en Irlande en 1767, puis repart en Amérique en 1775 pour la guerre d'indépendance des États-Unis, combattant à Brooklyn, White Plains et Fort Washington en 1776 ; la Brandywine et Germantown en 1777 ; puis aux Antilles, participant à la capture de Sainte-Lucie en 1778. Les compagnies du régiment se rendent aux Français à la fin du siège de Brimstone Hill sur Saint-Christophe en 1782. La même année, le régiment reçoit le nom de North Gloucestershire en complément de son numéro. La paix de 1783 permet de rapatrier les prisonniers en Angleterre. Le régiment tient ensuite garnison en Irlande à partir de 1786.
En 1793, après le déclenchement de la guerre de la première coalition, le régiment est envoyé à Jersey. Il revient ensuite en Flandres en 1794, combattant à Nimègue puis à Geldermalsen, participant à la catastrophique retraite britannique de l'hiver 1794-1795, les survivants se rembarquant à Brême pour l'Angleterre. Le 28e repart outre-mer, une tempête dispersant les compagnies entre la Barbade et Gibraltar. Un détachement participe à la reprise de Minorque en 1798. Le régiment participe ensuite à la reconquête de l'Égypte en 1801, au profit de l'État ottoman : il débarque à Aboukir, combat au camp des Romains, à Mandora et devant Alexandrie ; lors de cette dernière bataille, il eut à combattre en ligne sur les deux fronts, la cavalerie française chargeant ses arrières (« Rear Rank, 28th! Right About Face! »). Afin de commémorer cette action, le régiment commença à porter un badge aussi bien verso que recto de sa coiffe, une distinction qui fut autorisée en 1830.
De retour en Angleterre en 1802, un second bataillon est formé en 1803 à Plymouth. Le 1er bataillon est engagé lors de l'expédition de Copenhague en 1807 ; il débarque ensuite au Portugal en 1808, participe à la retraite vers la Galice et la bataille de La Corogne, rentrant en Angleterre en janvier 1809. Puis le 1er bataillon fait la descente de Walcheren en 1809, caserne à Gibraltar en 1810, puis participe à la campagne d'Espagne avec les batailles de Barrosa et d'Arroyo dos Molinos en 1811, de Burgos en 1812, de Vitoria, des Pyrénées, de la Nivelle et de la Nive en 1813, d'Orthez et de Toulouse en 1814. Le 2e bataillon garnisonne d'abord en Irlande, puis débarque en Espagne, participant aux batailles de Buçaco en 1810 et d'Albuhera en 1811 ; les pertes durent telles que les restes furent versés au 1er bataillon. Le 2e bataillon est dissous en 1814.

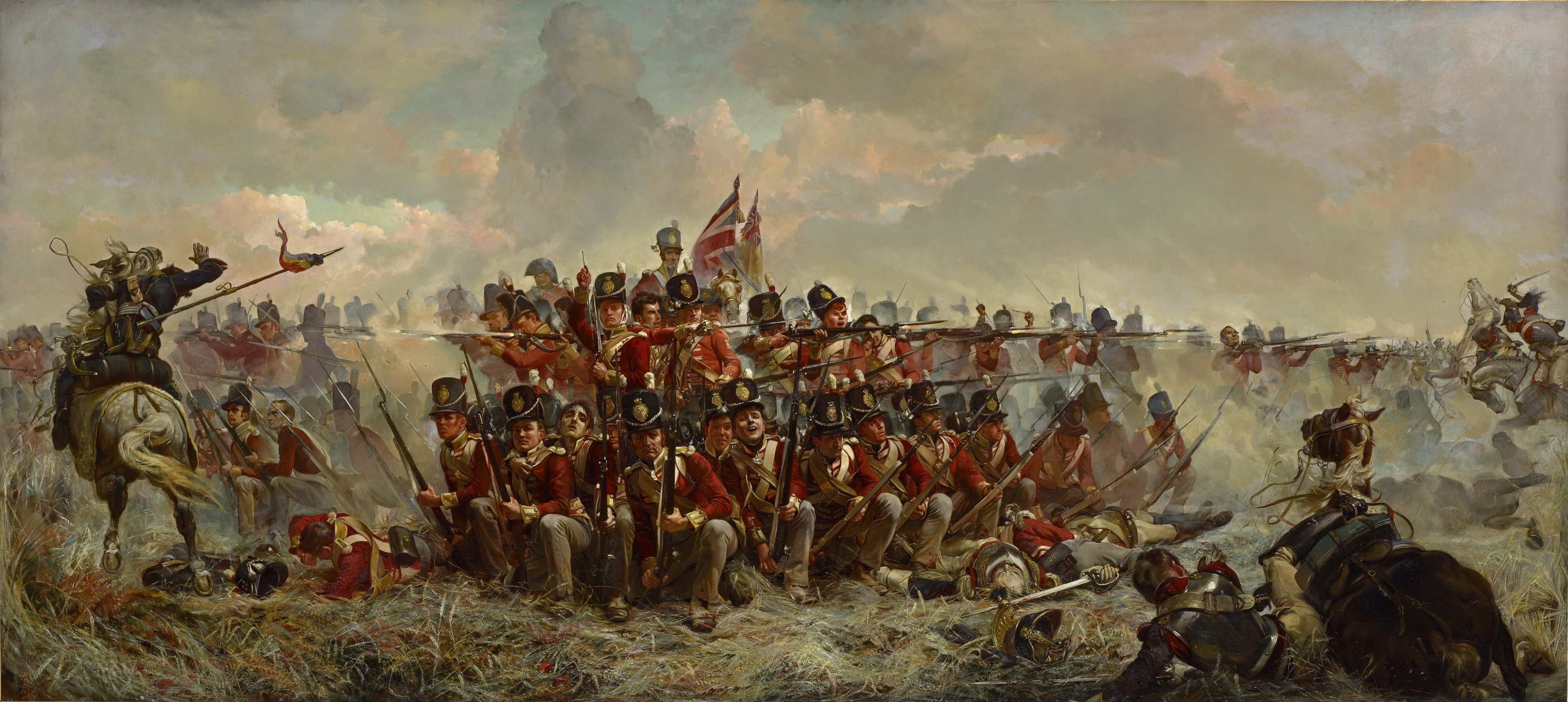
Le 28e à la bataille des Quatre Bras, par Elizabeth Butler (en 1875) : le 28e, reconnaissable à son shako « tuyau de poêle », a formé le carré d'infanterie contre la cavalerie française.

En réponse au retour de Napoléon en France, le Royaume-Uni envoie en 1815 une armée autour de Bruxelles. Lors de la campagne de Belgique, le 28e régiment combat lors de la bataille des Quatre Bras, puis de la bataille de Waterloo. Après avoir défilé sur les Champs-Élysées le 24 juillet 1815, le régiment, réduit à quatre compagnies, participe à l'occupation de la France ; puis en 1816 le régiment rentre en Angleterre.
Le régiment tient garnison ensuite à Malte en 1817, puis aux îles Ioniennes en 1818, en Irlande à partir de 1829, en Australie en 1835 et en Inde en 1842. Il participe à la campagne du Sind en 1843. Le 28e revient en Angleterre en 1848, puis est envoyé en Crimée en 1854, participant à la bataille de l'Alma, puis celle d'Inkerman et le siège de Sébastopol. Le régiment repart en garnison, à Malte en 1855, en Inde en 1858, Angleterre en 1865, Gibraltar en 1868, Malte en 1872, Hong Kong en 1876, Malaisie en 1878 et Irlande en 1879.

## 61st Regiment of Foot
En 1756, juste avant la guerre de Sept Ans, un 2e bataillon est adjoint au 3e régiment, bataillon levé à Chatham. En 1758, il devient indépendant sous le nom de 61e régiment de ligne, le 61st Regiment of Foot, puis envoyé aux Antilles.
En 1759, il participe à l'échec de la descente à la Martinique, puis à la prise de la Guadeloupe. De retour en Angleterre en 1760, il est envoyé dans les îles Anglo-Normandes en 1762. La paix de 1763 l'envoie en Irlande ; puis il stationne à Minorque en 1771, se rend aux Espagnols en 1782, revient en Angleterre en 1782, reçoit le nom de 61st (South Gloucestershire) Regiment of Foot, puis passe en Irlande en 1783, à Gibraltar en 1792, aux Antilles en 1794, il combat à Sainte-Lucie en 1795 et 1796, rentre en Angleterre en 1796, aux îles Anglo-Normandes en 1797, enfin dans la colonie du Cap en 1798.
Un détachement est envoyé aux Indes en 1801, participant à la capture de Broach en 1803 pendant la seconde guerre marathe. La majorité du régiment est dirigé vers l'Égypte, sans y avoir une part active aux combats. En 1803, un second bataillon est levé, tenant ensuite garnison en Angleterre, puis en Irlande. Quant au 1er bataillon, il tient garnison à Malte en 1803, au sud de l'Italie en 1805 (bataille de Maida), en Sicile en 1806, à Gibraltar en 1807 et est débarqué au Portugal en 1809. Le bataillon combat à Talavera en 1809, à Buçaco en 1810, à Fuentes de Oñoro en 1811, Arapiles et Burgos en 1812, Vitoria, Pyrénées, Nivelle et Nive en 1813, Orthez et Toulouse en 1814. En juillet 1814, le 1er bataillon embarque à Bordeaux pour Cork, puis rejoint Dundalk où est dissous le 2e bataillon en octobre.
Le 61e régiment tient ensuite garnison à la Jamaïque en 1816, revient en Angleterre en 1822, repart à Ceylan en 1828, en Angleterre en 1840 et arrive en Inde en 1845. Il y participe à la campagne du Pendjab lors de la Seconde Guerre anglo-sikhe en 1848-1849, participant aux batailles de Ramnagar (en), de Chillianwala (en) et de Gujrat (Goojerat en anglais). Puis le régiment participe à la répression de la révolte des cipayes, notamment lors du siège de Delhi (en) en 1857, où le chirurgien du régiment Herbert Taylor Reade (en) reçoit la Victoria Cross. Après quinze ans aux Indes, le 61e arrive à l'île Maurice en 1859, débarque en Angleterre en 1860, aux îles Anglo-Normandes en 1863, en Irlande en 1864, aux Bermudes en 1866, au Canada en 1870, en Irlande en 1872, aux îles Anglo-Normandes en 1875, en Angleterre en 1876, à Malte 1878 et retrouve l'Inde en 1880. Dans le même temps, le fantassin britannique est réarmé successivement avec le fusil Enfield 1853 à canon rayé et percussion, puis le Snider-Enfield 1867 à chargement par la culasse et le Martini-Henry 1871 à levier.
Un autre fil qui doit être rattaché à l'histoire du Gloucestershire Regiment est celui des forces auxiliaires administrées par des civils qui suppléaient les forces armées en cas de nécessité. Au milieu du XVIIIe siècle les comtés établirent des milices destinées à défendre les biens personnels et à constituer des troupes de réserve pour l'armée régulière. En 1760, le Gloucestershire a institué deux bataillons de milice qui furent organisés en 1763 comme la milice du Sud Gloucestershire stationnée à Gloucester et la milice du Nord Gloucestershire à Cirencester. En 1859, des corps de carabiniers volontaires (Rifle Volunteers) au sein des comtés furent structurés, conduisant à la formation du 1er bataillon (ville de Bristol) de carabiniers volontaires du Gloucestershire et 2e carabiniers volontaires du Gloucestershire.

## Amalgame de 1881

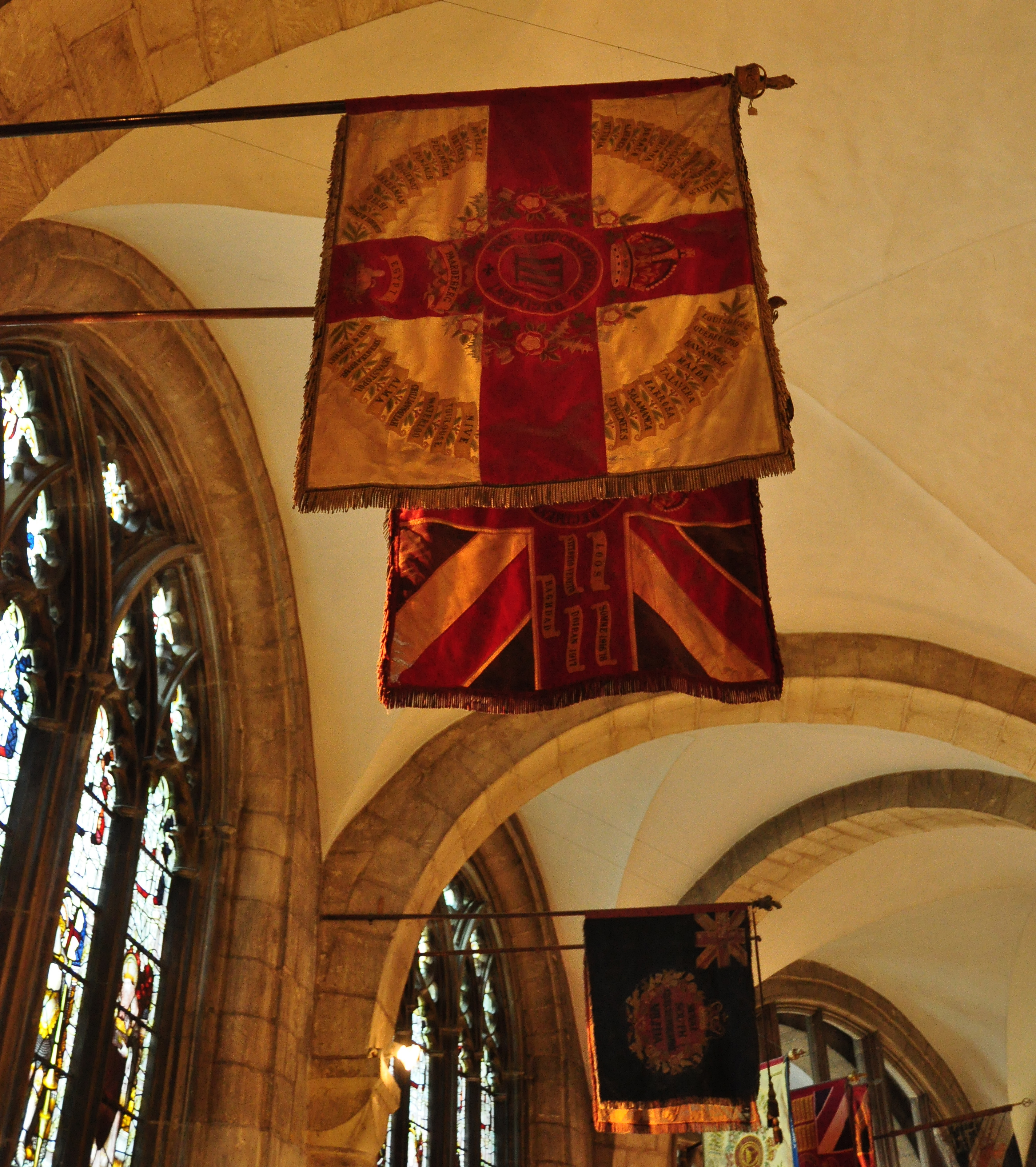
Les deux drapeaux du régiment dans la cathédrale de Gloucester : celui régimentaire (regimental colour, portant la croix de saint Georges et des noms de bataille, les battle honours) ainsi que le drapeau britannique (King's colour).

Une série de lois modifient le recrutement et l'organisation de l'Armée britannique pendant la seconde moitié du XIXe siècle, car celle-ci manque d'effectifs et d'efficacité (mis en lumière notamment en Crimée en 1855 et en Inde en 1857). Il y d'abord les réformes Cardwell de 1868 à 1871, puis les réformes Childers en 1881. Ces dernières réorganisent l'infanterie britannique, par amalgame de deux régiments en un ; les 28e et 61e fusionnent pour former le Gloucestershire Regiment, avec pour dépôt la caserne de Horfield (51° 29′ 34,95″ N, 2° 34′ 53,75″ O) à Bristol et théoriquement six bataillons :
- 1er bataillon d'active, anciennement le 28e (du Nord Gloucestershire) ;
- 2e bataillon d'active, anciennement le 61e (du Sud Gloucestershire) ;
- 3e bataillon de milice, anciennement la milice royale du Sud Gloucestershire ;
- 4e bataillon de milice, anciennement la milice royale du Nord Gloucedtershire ;
- 1er bataillon (ville de Bristol) de volontaires, anciennement le 1er (ville de Bristol) de carabiniers volontaires du Gloucestershire ;
- 2e bataillon de volontaires, anciennement le 2e carabiniers volontaire du Gloucestershire.

Le Gloucestershire Regiment hérite du 28e la tradition de porter un petit insigne au dos de la coiffe, habitude que le 2e bataillon accepta finalement car représentant un sphinx, rappelant la participation conjointe des deux unités à la campagne d'Égypte. Si tous les régiments durent abandonner la couleur distinctive de leur uniforme – jaune pour le 28e et chamois (buff) pour le 61e – pour un blanc standard à tous les régiments anglais et gallois, le Gloucester Regiment conserva ses couleurs régimentaires sur le drapeau de chacun des deux bataillons. Un compromis fut trouvé en 1929 avec un jaune primevère (un jaune pâle). Chaque bataillon conserva aussi quelques traditions propres : le bicentenaire du 1er bataillon fut fêté à Malte en 1894, ainsi que l'anniversaire de la bataille d'Alexandrie (21 mars) chaque année ; le second faisait de même à l'anniversaire de la bataille de Chillianwallah (le 13 janvier) quand il était outremer et de Salamanque (22 juillet) quand il était à Bristol. Ces traditions s'arrêtèrent en 1948 lors de l'amalgame en un seul bataillon.
La marche du nouveau régiment, the Kinnegad Slashers (les « surineurs de Kinnegad »), et son surnom officiel, les Slashers, provient du 28e régiment. Ce nom évoque un incident en 1764, quand des soldats de l'unité tailladèrent l'oreille d'un magistrat de Montréal qui gênait les soldats stationnés dans la ville à la fin de la guerre de Sept Ans ; le surnom évoque aussi la bataille de White Plains en 1776. Le régiment est aussi appelé le Old Bragg (le « Vieux Vantard »), en référence au colonel Philip Bragg qui commanda le 28e pendant 25 ans (de 1734 à 1759). Deux autres surnoms associés au nouveau régiment furent hérités du 61e régiment : les flowers of Toulouse (« fleurs de Toulouse ») à cause de l'écarlate de l'uniforme des morts de ce régiment lors de la bataille de Toulouse ; et les Silver Tailed Dandies (« dandys à queue d'argent ») par les décorations argentées sur les basques plus longues qu'à l'accoutumé de l'uniforme du 61e en Espagne.

## Fin de l'époque victorienne

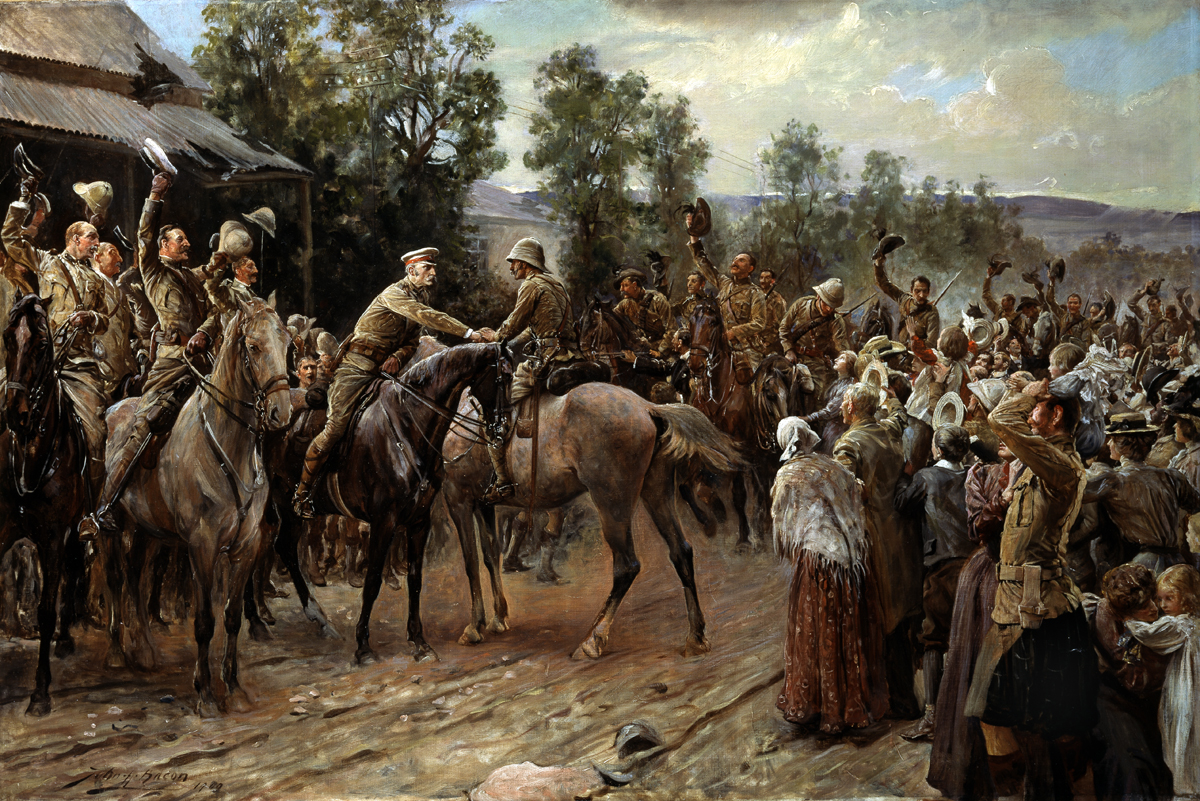
The Relief of Ladysmith, 1900 peint par John Frederick Bacon : George White accueillant la colonne de secours commandée par Hubert Gough (Hello Hubert, how are you?). Le 1er bataillon fut décimé près de Ladysmith, les survivants participant à la défense de la ville jusqu'à la levée du siège le 1er mars 1900.

Lors de sa formation en 1881, le Gloucestershire Regiment a son 1er bataillon en Irlande et son 2e en Inde. Ces deux unités d'active, réarmées avec le fusil Lee-Metford 1889 à répétition, poursuivent ensuite chacune sa série de garnisons à travers l'empire colonial britannique : le 1er bataillon est à Malte en 1893, en Égypte en 1895, puis aux Indes en 1897 ; le 2e bataillon à Aden en 1893, en Angleterre en 1894, dans les îles Anglo-Normandes en 1897 et en Angleterre en 1899. Leur premier contact avec le feu date de la seconde guerre des Boers ; à cette occasion, le fantassin britannique remplace sa tunique rouge (red coat) par un uniforme kaki plus discret, avec pour arme le fusil Lee–Enfield 1895 à verrou utilisant des cartouches chargées à la cordite (remplaçant la poudre noire).
En 1899, la déclaration de guerre des républiques boers menace les colonies britanniques d'Afrique du Sud ; le 1er bataillon fait partie des troupes britanniques envoyées rapidement en renfort pour défendre la colonie du Natal. Concentré à Ladysmith, il se prépare à un siège en s'enterrant dans des tranchées, le premier bataillon fait partie d'une colonne envoyée le 24 octobre pour couvrir le repli d'une brigade après la bataille de Talana Hill. Quand la colonne fut prise à partie près de Rietfontein, le Bataillon y fut détaché et on lui ordonna d'avancer, mais l'ordre, ambigu, porta le bataillon trop loin et la troupe fut exposée pendant plusieurs heures dans le veld aux tirs des tirailleurs boers avant de pouvoir décrocher au prix de cinq morts, incluant le chef du bataillon (le colonel Wilford), et de 58 blessés.
Cinq jours plus tard, quelque 450 hommes (trois compagnies et demi sur les huit) du 1er bataillon prenaient part à une sortie dont la tâche était de s'emparer de Nicholson's Nek, une passe à 6 miles au nord, durant le siège de Ladysmith. La troupe s'ébranla lors de la nuit du 29 octobre avec pour intention de prendre position avant que le combat commence, mais ils atteignirent leur objectif après le point du jour. Comme ils occupaient une autre position sur les plus proches collines de Tchrenrgula, les mules s'emballèrent, emportant la plupart des munitions. Les Boers découvrirent l'incursion à l'aube et encerclèrent la position ; après plusieurs heures de combat, le détachement britannique fut contraint de se rendre. La bilan du détachement est de 38 morts et 115 blessés, les survivants conduits comme prisonniers de guerre à Pretoria.
Pendant que le reliquat du 1er bataillon était bloqué à Ladysmith (la garnison, affamée et rongée par les fièvres, fut finalement délivrée le 1er mars 1900), le 2e bataillon arriva en Afrique du Sud en janvier 1900. Le bataillon combattit dans la bataille de Paardeberg, une bataille de neuf jours qui prit fin le 27 février avec la capture du général boer Piet Cronjé et ses troupes composées de 4 000 hommes. Le 15 mars, le bataillon entra dans la ville boer de Bloemfontein, où il prit garnison jusqu'en 1904. Un détachement de 480 hommes (trois compagnies) fut encerclé à Dewetsdorp, se rendant le 23 novembre 1900 après avoir perdu 96 tués ou blessés. Le 1er bataillon fut reformé quand ses prisonniers furent libérés par la capture de Pretoria le 5 juillet, puis fut envoyé à Ceylan en août 1900 où il stationna jusqu'en 1903, assurant la garde des Boers prisonniers de guerre.
En renfort, une compagnie de 124 hommes des bataillons de volontaires débarque au Cap le 16 mars 1900. Après un an de service au côté du 2e bataillon, il est remplacé par une seconde compagnie de volontaires en avril 1901. Le 4e bataillon (de milice) pendant ce temps garde les Boers prisonniers à Sainte-Hélène. À la fin de la guerre, le régiment déplore la perte de deux officiers et de 94 autres hommes de rangs divers, les blessures de 13 officiers et 201 hommes et eut à souffrir 250 morts de maladies. Le régiment porte quatre nouvelles mentions à ses couleurs :  Defence of Ladysmith ; Relief of Kimberley (délivrance de Kimberley) ; Paardeberg ; South Africa, 1899–1902, ce dernier récompensant également les 1er et 2e bataillons de volontaires.
En 1903, le 1er bataillon est transféré de Ceylan vers Lucknow en Inde, puis rentre en Angleterre en 1910. Quant au 2e bataillon, il arrive en Angleterre en 1904, puis à Malte en 1910, en Chine dans la concession britannique de Tientsin en 1913 et en Angleterre en 1914. En 1907, dans le cadre des réformes Haldane, les unités de milices prennent le nom de Special Reserve, tandis que celles de volontaires deviennent la Territorial Force.

## Première Guerre mondiale
Durant le conflit, l'Armée britannique gonfle considérablement pour se mettre au niveau de celles des autres puissances européennes : si en août 1914 elle n'envoie que quatre divisions sur le continent, elle en dispose de 70 en 1918. Cette très forte croissance se fait grâce à l'afflux en masse de volontaires, puis à partir de janvier 1916 de conscrits. Comme tous les autres régiments, le Gloucestershire Regiment se voit augmenter de nombreuses nouvelles unités, formant avec l'active et la réserve un total de 24 bataillons. Le régiment britannique n'étant qu'un cadre administratif, chaque bataillon est affecté séparément : 16 d'entre-eux furent envoyés au combat. Sur près de 40 000 hommes qui ont servi dans le régiment, 8 463 Glosters moururent en service, dont 1 044 du 1er bataillon.

### Active

#### 1erbataillon
Au moment de l'entrée en guerre du Royaume-Uni le 4 août 1914, seul le 1er bataillon est immédiatement disponible, le 2e étant outre-mer tandis que ceux de réserve et de territorial ne sont que théoriques. Depuis 1907, le 1st/Gloster forme avec le 1st/Queen's, le 1st/South Wales Borderers et le 2nd/Welch (en) la 3e brigade, intégrée dans la 1re division du major-général Samuel Lomax, dépendant du 1er corps d'armée du lieutenant-général Douglas Haig. La brigade est regroupée au camp de Bordon (près de Portsmouth), puis débarque au Havre le 13 août 1914 et est transportée par les trains français jusqu'à Maubeuge, où se concentre le Corps expéditionnaire britannique (BEF).
Si le 1er bataillon n'est pas engagé lors de la bataille de Mons (23 août), il l'est dans un combat d'arrière-garde à Landrecies le 26 août 1914 : cinq morts et 30 blessés. Après treize jours de retraite, le BEF s'arrête au sud du Petit Morin et repars à l'offensive durant la bataille de la Marne. Franchissant l'Aisne le 13 septembre, sa division est repoussée par une contre-attaque allemande le 14 ; la bataille de l'Aisne se poursuit ensuite jusqu'à la fin septembre, les Glosters y perdant environ 150 hommes. À la mi-octobre, le BEF est redéployée entre Saint-Omer et Béthune. Le 19 octobre 1914, les 996 hommes du 1er bataillon se retrouvent engagés dans la première bataille d'Ypres, défendant un saillant au nord du village de Langemark ; au bout d'un mois, il ne reste que 102 hommes.
Le bataillon, recomplété, remonte en ligne, défendant Festubert le 21 décembre 1914, puis Givenchy le 21 janvier 1915. Lors de la bataille de l'Artois, l'assaut du bataillon près d'Aubers le 9 mai 1915 s'arrête au bout de 50 mètres, perdant ainsi 264 hommes. Le bataillon attaque de nouveau lors de la bataille de Loos en septembre 1915, au prix de 324 pertes. Pour l'offensive de la Somme, le bataillon combat lors de la bataille de la crête de Bazentin (le 14 juillet 1916), de la bataille de Pozières et de l'attaque de High Wood (entre Martinpuich et Longueval). En mars 1917, le bataillon participe à l'avance jusqu'à la ligne Hindenburg ; en juillet, sa division est mise en réserve pour un projet de débarquement à l'est de Nieuport ; en novembre 1917, il monte en ligne le dernier jour de la bataille de Passchendaele. Pendant la bataille de la Lys, le bataillon repousse une attaque allemande le 18 avril 1918 près de Béthune. Il est engagé de nouveau le 18 septembre 1918 lors de la Bataille d'Épehy, en octobre 1918 sur le canal de Saint-Quentin et le 4 novembre 1918 lors de la bataille de la Sambre à Catillon.

#### 2ebataillon
Le 2e bataillon rentre de Tientsin le 8 novembre 1914 et débarque à Southampton ; il est affecté à la 81e brigade de la 27e division regroupée à Winchester. L'unité débarque au Havre le 18 décembre 1914. Sa première action significative se déroule du 8 au 13 mai 1915 lors de la seconde bataille d'Ypres à Frezenberg (sur la commune de Zonnebeke). À la fin de novembre 1915, la 27e division fut transférée au 16e corps de l'armée de Salonique (la British Salonika Army) sur le front macédonien ; le 2e bataillon occupa une position à l'est du lac Beshik (aujourd'hui le lac Volvi, en Grèce). À partir de juillet 1916, le bataillon contrôle la ligne de la rivière Strymon, et durant deux années il fut impliqué dans des opérations dans la vallée, à partir de novembre 1916 comme partie de la 82e brigade. C'était un secteur assez tranquille et les maladies étaient plus à craindre que l'ennemi. En juillet 1918, la 27e division fut transférée au 12e corps ; engagé au sud-ouest de Doïran, la capture du saillant de la Roche Noire le 1er septembre 1918 au prix de 89 pertes fut la dernière action du 2e bataillon lors de la guerre.

#### 3ebataillon
Le 3e bataillon, 3rd (Reserve) Battalion, est mis sur pied à partir d'août 1914 à Bristol ; en mai 1915, il est envoyé dans le Kent stationner à Gravesend, puis en mai 1916 à Sittingbourne-Maidstone, affecté au service de garnison autour des embouchures de la Tamise et de la Medway.

### Force territoriale
Chacun des bataillons de la Force territoriale fut dédoublé par un second bataillon, les six bataillons numérotés 1/4e, 2/4e, 1/5e, 2/5e, 1/6e et 2/6e. Les trois bataillons territoriaux originaux constituèrent en 1915 également chacun un troisième bataillon, comme unité de dépôt, même si en 1916 ceux-ci furent amalgamés pour constituer le 4e bataillon de réserve. Un autre bataillon de dépôt, le 17e, est levé en 1917.

#### De première ligne

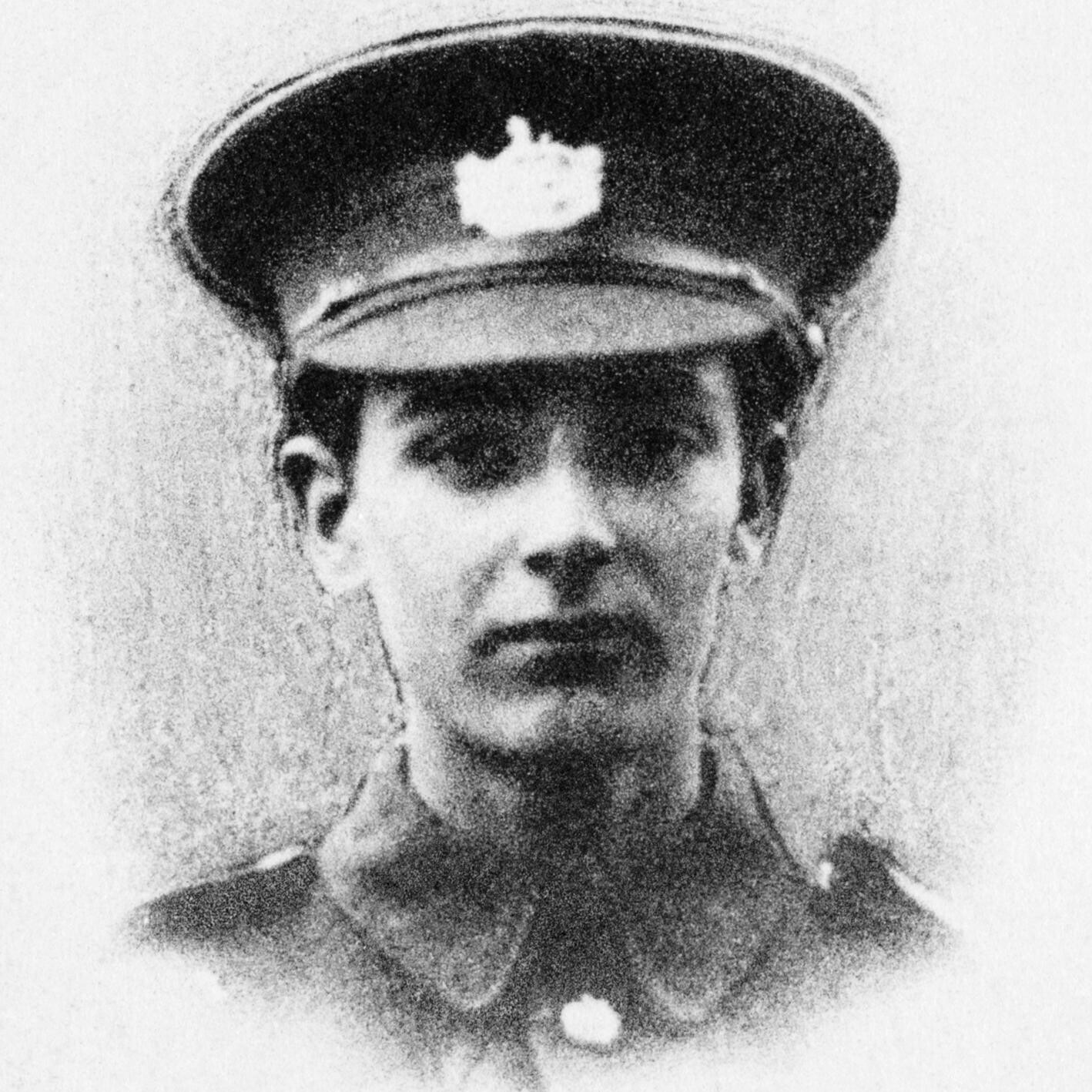
Frederick George Neale, natif du Sussex, soldat de la compagnie D du 1/5e bataillon du Gloucestershire Regiment ; porté disparu le 16 août 1916 au nord d'Ovillers, son nom est inscrit sur le mémorial de Thiepval.

Les trois premiers bataillons, appelés « territoriaux de première ligne », sont formés à partir d'août 1914, le 1/4e bataillon à Clifton (Bristol), le 1/5e à Gloucester et le 1/6e à St Michael's Hill (Bristol). Ils sont d'abord déployés dans l'Essex par crainte d'un débarquement allemand. Composés de volontaires pour le service outre-mer, ils débarquent à Boulogne-sur-Mer les 29 et 30 mars 1915 ; le 15 mai 1915, les 1/4e et 1/6e sont affectés à la 144e brigade tandis que le 1/5e l'est à la 145e brigade, l'ensemble dans la 48e division (South Midland). Leur première expérience du combat est lors de l'offensive de la Somme, durant la bataille de la crête de Bazentin, le 16 juillet 1916 pour le 1/4e (au nord d'Ovillers), le 20 juillet pour le 1/5e et le 21 juillet pour le 1/6e. Ils remontèrent en ligne lors de la bataille de Pozières du 13 au 27 août. En février 1917, la 48e division prend ses positions devant Péronne et ses territoriaux avancent en mars et avril après la retraite allemande sur la ligne Hindenburg. La division se déplace une nouvelle fois en juillet, autour d'Ypres pour la bataille de Passchendaele ; le 1/5e bataillon participe à la bataille de Langermark d'août 1917 et à la bataille de Broodseinde en octobre 1917, tandis que les 1/4e et 1/6e combattent le 22 août 1917 au nord d'Ypres et lors de la bataille de Poelcappelle le 9 octobre 1917. Les pertes totales des trois bataillons pour Passchendaele s'élèvent à 1 186 hommes.
En novembre 1917, la 48e division fut transférée sur le front italien, où elle fut surtout frappée par l'épidémie de grippe espagnole. En juin 1918, les bataillons 1/5e et 1/6e furent engagés dans la bataille du Piave, tandis que les 1/4e et 1/6e combattirent pour la dernière fois lors de la bataille de Vittorio Veneto au début de novembre 1918. Pendant ce temps, le bataillon 1/5e était transféré en septembre 1918 à la 75e brigade de la 25e division et regagna la France. En octobre, il combattit pour la recapture de Beaurevoir lors de la bataille du canal de Saint-Quentin, et lors la bataille de la Selle. Lors de celle-ci, le 23 octobre 1918, le bataillon était sous le feu depuis près de 4 heures à Bois-l'Évêque près de Landrecies, lorsque le soldat Francis Georges Miles avança seul et mit hors de combat deux positions de mitrailleuse, action pour laquelle il reçut la Victoria Cross. La dernière action du bataillon 1/5e se déroula en novembre lors de la bataille de la Sambre.

#### De seconde ligne
Les 2/4e, 2/5e et 2/6e bataillons, appelés « territoriaux de seconde ligne », furent créés en septembre 1914 et regroupèrent surtout ceux qui n'étaient pas volontaires pour un service outre-mer : ils restèrent en Royaume-Uni jusqu'au Military Service Act de janvier 1916, qui permit de les envoyer en France les 23 et 24 mai 1916. Ils sont intégrés à la 61e division (2nd South Midland) : les 2/4e et 2/6e à la 183e brigade et le 2/5e à la 184e brigade. Les trois bataillons montèrent en ligne près de Neuve-Chapelle et la première action significative des 2/4e et 2/6e fut le 19 juillet 1916 lors d'une attaque sans succès durant la bataille de Fromelles qui coûta aux deux bataillons la perte de 332 hommes. En mars et avril 1917, les trois prirent part à l'avance jusqu'à la ligne Hindenburg. La 61e division se déplaça vers Ypres en juillet, et les trois bataillons combattirent près de Geluveld lors de la bataille de Passchendaele le mois suivant, quand le bataillon 2/4e souffrit la perte de 200 hommes de plus. Début décembre 1917, durant la bataille de Cambrai, les 2/4e et 2/6e perdirent leurs positions de la Vacquerie à 12 km au sud-ouest de Cambrai, réduisant le 2/4e à deux compagnies et infligeant la perte de 324 hommes au 2/6e.
En février 1918, les bataillons 2/4e et 2/6e furent dissous et les hommes répartis parmi le 2/5e et le 24e bataillon de terrassement (le 24th Entrenching Battalion). À la fin mars, les dix jours de combat, de retraite et de retranchement lors de l'opération Michael près de Saint-Quentin, avait réduit le 2/5e à 150 hommes. La 61e division fut transférée plus au nord afin d'aider à renforcer la première armée en avril ; le 2/5e combattit au sud-ouest de Merville durant la bataille de la Lys. En août, le bataillon essaya de former une tête de pont près d'un cours d'eau en forêt de Nieppe à l'ouest de Merville et combattit le 1er septembre lors de l'avancée vers la rivière Lys. Le bataillon est de nouveau engagé le 30 septembre à Fleurbaix au sud-ouest d'Armentières et vit son dernier combat les 1er et 2 novembre 1918 lors de la bataille de Valenciennes.

### Nouvelle armée
L'appel aux armes de Lord Kitchener entraînant un énorme afflux de volontaires, permettant au Gloucestershire Regiment de mettre sur pied de 1914 à 1916 dix bataillons dit de la « nouvelle armée », numérotés du 7e au 16e. Trois de ceux-ci, les 11e, 15e et 16e, furent des bataillons de réserve, laissés en Angleterre.

#### 7ebataillon
Le 7th (Service) Battalion fut constitué à Bristol en août 1914 (K1). Il navigua jusqu'à l'île de Lemnos en juin 1915 comme partie de la 39e brigade de la 13e division (Western) et débarqua à Gallipoli le mois suivant. Le bataillon combattit pour la première fois le 8 août à la bataille de Chunuk Bair (en), durant laquelle il eut à déplorer 820 victimes comprenant tous ses officiers et sous-officiers. Il fut retiré afin de se reconstituer et fut déplacé en Égypte en janvier 1916. En mars, la 13e division fut transférée sur le front de Mésopotamie, mais alors qu'ils étaient sur le point d'arriver à Bassorah, le bataillon fut mis en quarantaine à cause d'une épidémie de fièvre. Il rejoignit la division à la mi-avril et combattit lors des essais infructueux pour lever le siège de Kut. Il prit une nouvelle fois part à l'action en décembre 1916 et février 1917 durant l'avancée et la capture ultérieure de Kut et prit une dernière fois part à un combat le 29 mars 1917 lors de l'offensive de Samarra. L'unité passe ensuite quinze mois en garnison, finalement démobilisée en septembre 1919.

#### 8ebataillon

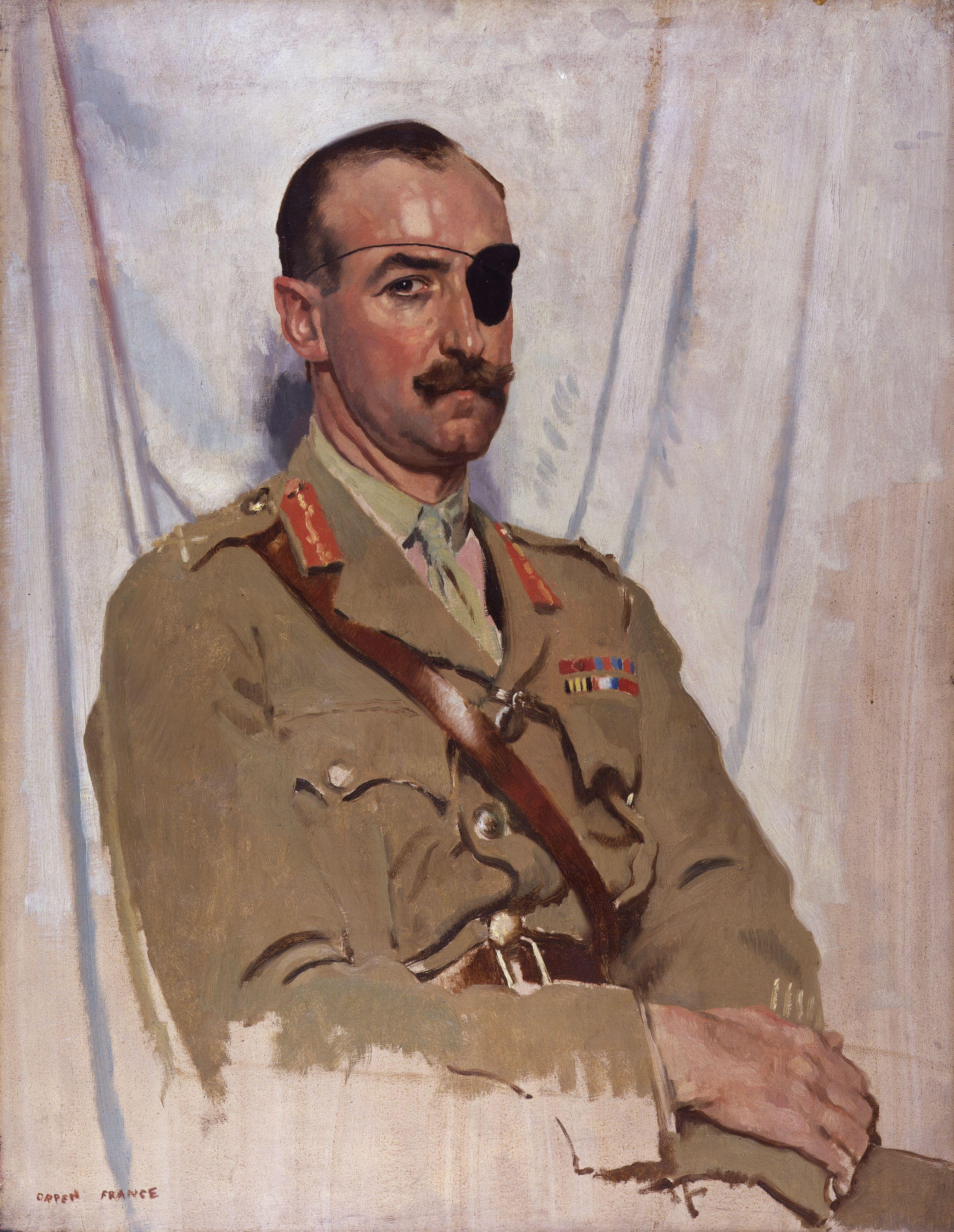
Adrian Carton de Wiart qui gagna la Victoria Cross en juillet 1916 alors qu'il commandait temporairement le 8e bataillon.

Le 8th (Service) Battalion fut organisé à Bristol en septembre 1914 (K3). Il arriva en France le 18 juillet 1915 comme partie de la 57e brigade de la 19e division (ouest) et entra dans le feu de l'action l'année suivante dans la bataille d'Albert, lors de laquelle il participa à la capture de La Boisselle. La 58e brigade de la division captura la moitié ouest du village le 2 juillet, et le 8e bataillon du Stafordshire (en) assisté du 10e bataillon du Worcestershire, tous deux de la 57e brigade, capturaient le reste du village le jour suivant. Une contre-attaque allemande reprenait la partie est du village et le 8e Glosters souffrit 302 victimes lorsqu'il combattit aux côtés du 10e bataillon du Warwickshire pour essayer de le reprendre. Durant la bataille, l'officier commandant les Glosters, le lieutenant-colonel Adrian Carton de Wiart, assuma le commandement des quatre bataillons de la 57e brigade quand les différents commandants furent blessés et, pour cette raison, en prévenant une retraite, il fut récompensé de la Victoria Cross. Plus tard, le même mois, lors de la bataille de Pozières, le bataillon fit deux attaques infructueuses contre la ligne allemande à l'est du village qui coûtèrent 374 pertes, parmi celles-ci se trouvaient Carton de Wiart et son successeur le major Alexander Thynne, tous les deux blessés. Le 18 novembre, le dernier jour de l'offensive de la Somme, le bataillon perdit 295 hommes lors de la capture de Grancourt durant la bataille de l'Ancre.
En 1917, le 8e entra en action en juin durant la bataille de Messines, il prit part à deux actions mineures près d'Oosttaverne au sud d'Ypres et fut impliqué dans la bataille de la route de Menin en août. Le bataillon reprend la route de l'action dans la soirée du 21 mars 1918, le premier jour de l'offensive du Printemps quand les Allemands capturèrent Doignies. Dans l'incapacité de reprendre le village, le bataillon bloque toute progression ultérieure jusqu'au matin du 23 mars, quand les Allemands font une percée à gauche et menace de les déborder. La compagnie A combattit jusqu'au dernier homme couvrant la retraite du bataillon, action pour laquelle le capitaine Marley Angel James (en) reçut la Victoria Cross. Pendant ce temps, la 19e division se retire à Doullens ; au 28 mars le bataillon a souffert de 323 pertes. En avril, le bataillon prend part à trois engagements lors de la bataille de la Lys : la bataille de Messines, de Bailleul et du Kemmelberg. Le mois suivant l'unité parente de la 19e division, 9e corps, est transféré à la 6e armée française. La division était censée se reposer et se réorganiser dans un secteur tranquille, mais les Allemands lancent une attaque de grande envergure, enserrant dans les filets de la troisième bataille de l'Aisne le 8e bataillon. Le bataillon se verra une dernière fois au feu en octobre, lors de la bataille de la Selle, et fut démobilisé en mai 1919.

#### 9ebataillon
Le 9th (Service) Battalion fut assemblé à Bristol en septembre 1914 (K3) et rejoignit la France en septembre 1915 intègre à la 78e brigade de la 26e division. Le bataillon débarque en France le 21 septembre 1915. La division fut transférée au 12e corps de l'armée de Salonique en novembre 1915, et le bataillon se porta en ligne aux environs de Tumba, au nord de Salonique, jusqu'à juillet 1916 lorsque la division releva les Français au sud du lac Doïran. Le bataillon participa à deux attaques contre les lignes bulgares le 25 avril et le 8 mai 1917 lors de la bataille de Doiran. Le 4 juillet 1918, le bataillon est transféré à la 198e brigade de la 66e division en France, devenant en septembre les pionniers de la division. Ils furent démobilisés en novembre 1919.

#### 10ebataillon
Le 10th (Service) Battalion fut constitué en septembre 1914 (K3) à Bristol, mais le recrutement s'effectua pour la majeure partie avec des volontaires de Cheltenham. Il traversa la Manche le 8 août 1915 et remplaça un des bataillons de gardes dans la première brigade de la première division. Il fut confronté au feu le 25 septembre lors de la bataille de Loos quand, comme unité d'assaut de la brigade, il réussit à emporter la ligne allemande au prix d'environ 60 de ses hommes. Le 23 juillet 1916, lors de la bataille de Pozières, le bataillon attaqua le ligne allemande à l'est du village et fut impliqué dans deux nouvelles attaques dans la même zone en août, sans succès. Le dernière action du bataillon survint le 9 septembre dans une attaque ratée au bois des Fourcaux qui se soldat par 122 victimes. En 1917, la première division fut allouée à l'opération Hush (en), et lorsqu'elle fut annulée, le 10e bataillon se déplaça vers la zone d'Ypres. Il fut démobilisé le 14 février 1918 et ses hommes furent mutés vers les 1er et 8e bataillons du régiment et vers le 13e bataillon de terrassement (13th Entrenching Battalion).

#### 11ebataillon
Formé à Abbey Wood (Woolwich) en octobre 1914 comme bataillon de service (K4), le 11th (Reserve) Battalion est d'abord affecté à la 106e brigade de la 35e division. Le 10 avril 1915, il devient un bataillon de réserve ; le 1er septembre 1916, il est renommé 16e bataillon d'entrainement (16th Training Reserve Battalion).

#### 12ebataillon

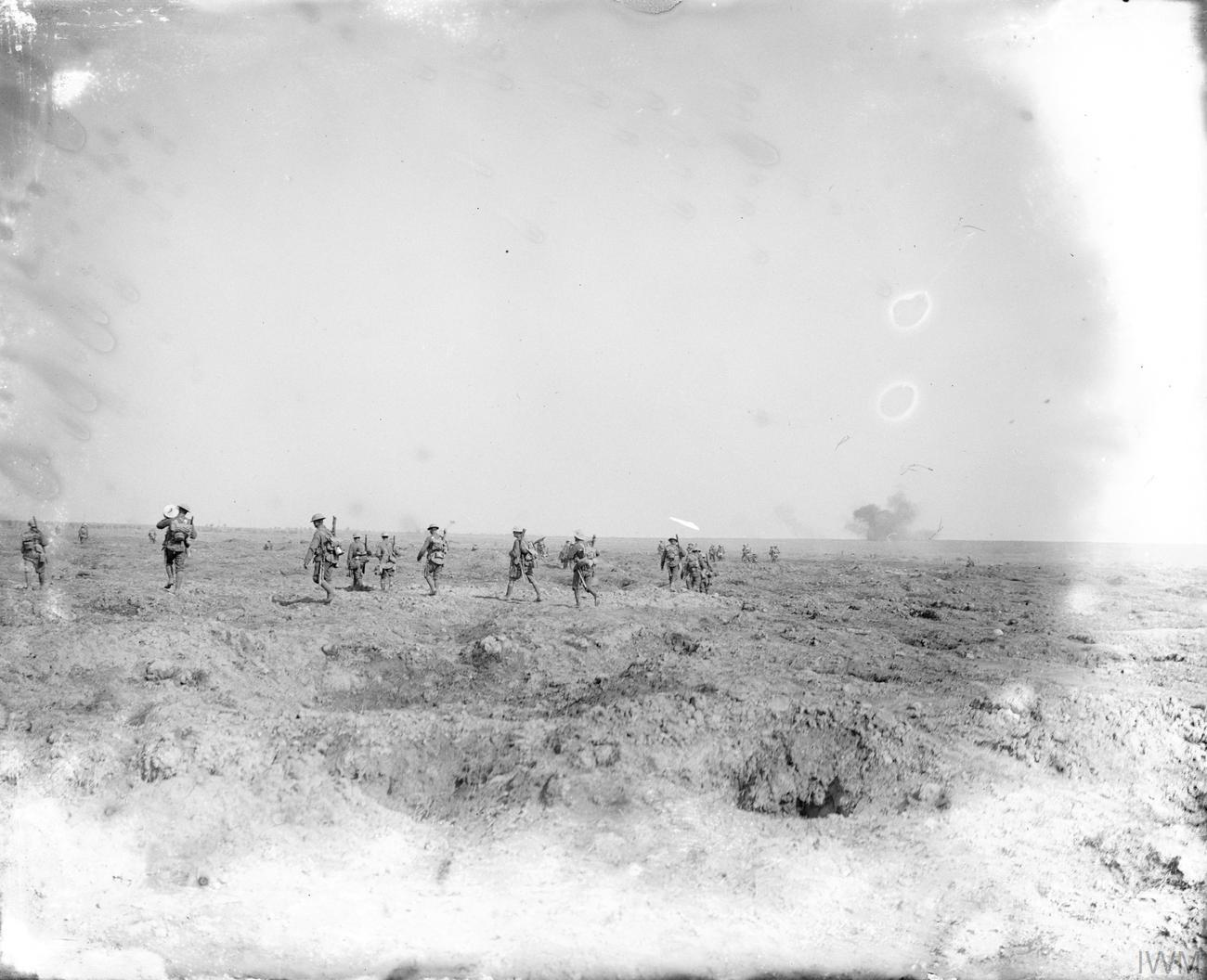
L'avancée des troupes du durant la bataille de Morval.

Le 12th (Service) Battalion (Bristol) fut organisé à Bristol le 30 août 1914 par le Comité de recrutement des citoyens (Citizens Recruiting Committee) et considéré comme un Pals battalion. Il fut transféré au War Office en juin 1915 et débarqua en France le 21 novembre 1915 comme partie de la 95e brigade dans la 5e division. Le bataillon fut engagé lors de l'offensive de la Somme, le 29 juillet lors de la bataille du bois Delville, entre le 3 et le 5 septembre durant la bataille de Guillemont où le bataillon eut a souffrir 300 pertes et au 25 septembre dans la bataille de Morval. Le 8 mai 1917, lors de la bataille d'Arras, le bataillon fut quasi annihilé avec la perte de 296 hommes à Fresnoy et n'a pas repris l'action avant le 4 octobre dans la bataille de Broodseinde. En décembre, la 5e division fut transférée en Italie quand il entra en ligne le long de la Piave, mais le bataillon connut peu d'action si ce n'est de patrouille. La division revint en France en avril 1918, occupant des positions en ligne près de la forêt de Nieppe, et le bataillon fut sous le feu du 25 avril au 28 juin, à chaque fois faisant progresser la ligne de front. Sa dernière action survint durant la bataille de Bapaume où les pertes s'élevèrent à 100 hommes le 28 avril mais prit Irles le 28 août. Le 19 octobre, le bataillon fut dissous et ses hommes distribués dans les autres unités de la 5e division.

#### 13ebataillon
Le 13th (Service) Battalion (Forest of Dean) fut formé en décembre 1914 à Malven par Henry Webb (en) (alors député de la forêt de Dean), recruté parmi les mineurs et agriculteurs des comtés à la frontière du pays de Galles, et considéré comme un Pals battalion. Le 12 juillet 1915 il passa au War Office et se rendit en France en mars 1916 comme pionniers pour la 39e division. Le premier contact avec le feu survient le 30 juin 1916 a la bataille de la tête du Sanglier ou ils creusèrent des boyaux de communication derrière les troupes qui donnaient l'assaut. À plusieurs reprises les pionniers durent arrêter de creuser pour se défendre et le bataillon souffrit de 71 pertes. Ils furent de nouveau sous le feu avant la fin 1916 durant les opérations sur l'Ancre, incluant la bataille des hauteurs de l'Ancre et la bataille de l'Ancre. En mars 1918 le bataillon eut particulièrement à souffrir lors de la semaine d'ouverture de l'offensive du Printemps ; la division dut battre en retraite, au 31 mars le bataillon avait subi 326 pertes. Le 26 avril, le bataillon participa à la seconde bataille de Kemmel, un des événements de la bataille des Lys, après quoi le bataillon fut réduit à un cadre d'entrainement.

#### 14ebataillon

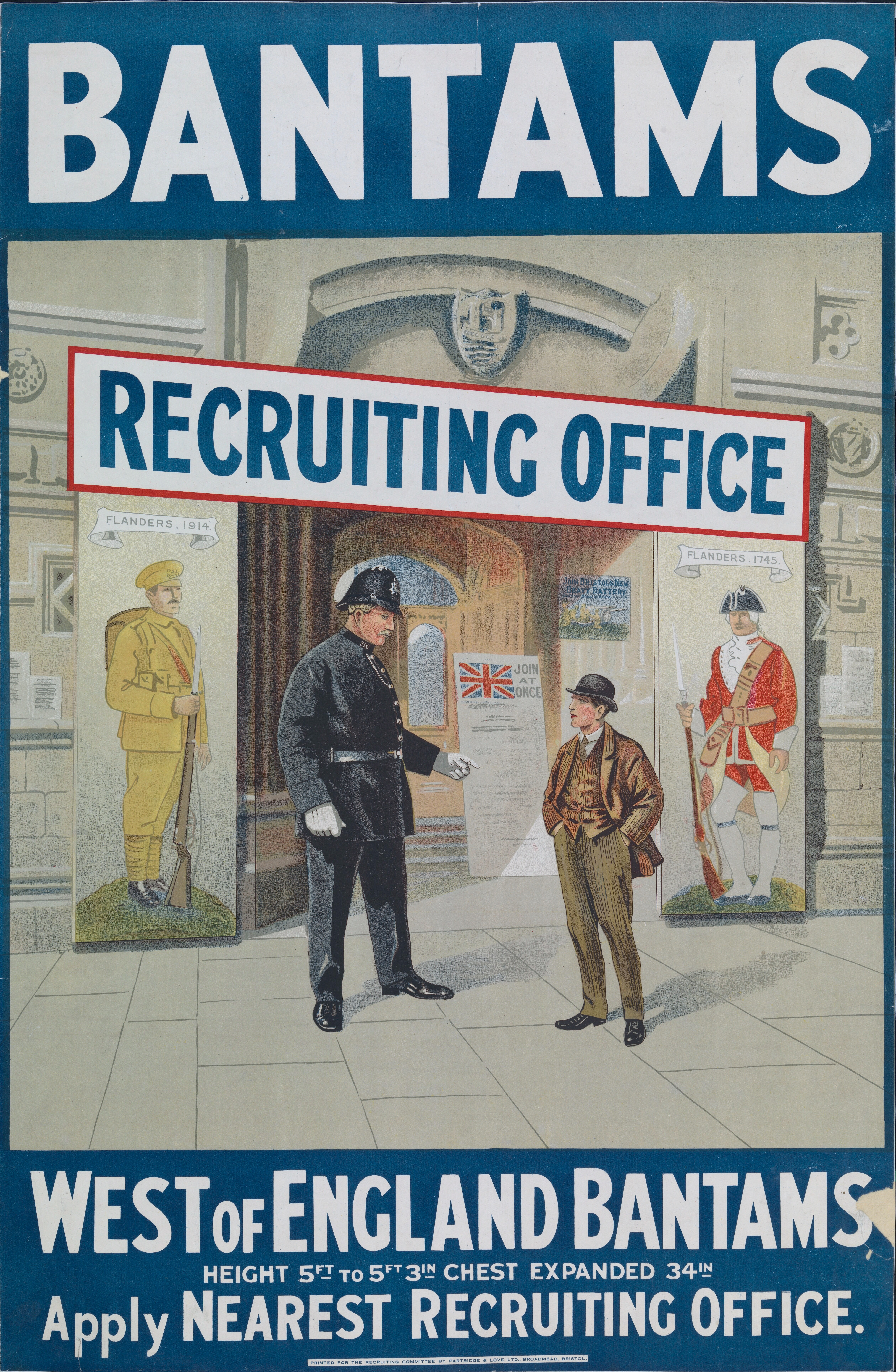
Affiche de recrutement ciblant les hommes de petite taille (les bantams).

Le 14th (Service) Battalion (West of England) est une unité de volontaires « poids plume » (bantams : < 1,60 mètre) issus de Bristol et Birmingham qui avait précédemment été rejetée à cause de leur petite taille. L'unité fut organisée en 1915 par le Comite de recrutement des citoyens et passe au War Office en juin 1915 ; il se rendit en France en janvier 1916 comme partie de la 105e brigade de la 35e division. Le bataillon se porta en ligne en mars ou la première tache des gars fut de poser des planches dans les tranchées pour régler la hauteur de tir et sa première action significative eut lieu le 8 juin, quand il conduisit un vaste raid au sud-est de Neuve-Chapelle. En juillet suivant la capture du bois des Troncs entre Montauban-de-Picardie et Guillemont (Trônes Wood) par la 18e division lors de la bataille de Bazentin, le bataillon se déplaça vers la ligne à l'extrémité la plus au nord de la forêt où le 19 juillet il subit 107 pertes dues à l'artillerie allemande. Le 21 août 1917, alors qu'ils étaient en ligne à Epehy, les Allemands attaquèrent un des mortiers du bataillon. Bien que l'artillerie fut retirée, le sous-lieutenant Hardy Falconer Parsons (en) resta et empêcha l'ennemi d'entrer dans les tranchées : pour cet acte il fut récompensé de la Victoria Cross à titre posthume. Puis le bataillon entra une nouvelle fois en action le 22 octobre 1917 lors de la bataille de Passchendaele et vit ses dernières heures au combat le 4 février 1918 quand il attaqua avec succès une ferme fortifiée dans le secteur d'Ypres. Sept jours plus tard le bataillon était démobilisé et ses hommes transférés au 13e bataillon.

#### 15ebataillon
Formé à Sutton Coldfield en août 1915 comme 15th (Reserve) Battalion, il devient le 1er septembre 1916 le 93rd Training Reserve Battalion.

#### 16ebataillon
Formé à Chiseldon (près de Swindon) en novembre 1915 comme  16th (Reserve) Battalion, il devient le 1er septembre 1916 le 94rd Training Reserve Battalion.

#### 18ebataillon
Le 18th (Service) Battalion fut constitué le 20 juin 1918 à Clacton à partir du 5e bataillon de l'Oxforshire et Buckinghamshire (Oxfordshire and Buckinghamshire Light Infantry) et arriva en France le 1er août 1918, intégré à la 49e brigade de la 16e division. Sa première action fut le 11 septembre, quand il donna l'assaut avec succès au triangle ferroviaire à l'ouest d'Auchy, sa dernière action le 18 septembre quand une attaque allemande fut conduite contre les postes avancés de la compagnie A. Le bataillon fut démobilisé en juin 1919.

### Journal de tranchées

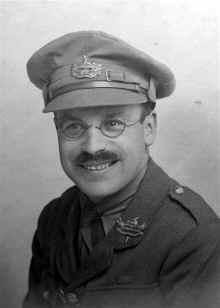
Lieutenant F. W. Harvey, DCM (Distinguished Conduct Medal).

La Fifth Gloucester Gazette était une journal de tranchées publié par les hommes du 1/5e bataillon. Le premier numéro vit le jour le 12 avril 1915, avant le début de publication du plus connu Wipers Times. Il y a eu 25 numéros, le dernier en janvier 1919. Après la guerre, il fut republié en 1923 sous forme de compilation avec pour titre The Fifth Gloucester Gazette a chronicle, serious and humorous, of the Battalion while serving with the British Expeditionary Force.
Dans la gazette figurait des blagues, des poèmes, des histoires courtes, des nouvelles et des réclames satyriques. En octobre 1916, le Times Literary Supplement le salue comme « le plus ancien et le plus littéraire des journaux de tranchée britannique ». La gazette était estimée en partie grâce aux efforts du poète et cofondateur Frederick W. Harvey, qui y publia 77 poèmes lors de son service au 1/5e. Cinq des poèmes de Harvey furent inclus dans l'anthologie de 1917 The Muse in Arms, au côté des poèmes de Siegfried Sassoon, Robert Graves et Rupert Brooke. Dans l'anthologie figure aussi les poèmes du lieutenant Cyril Winterbotham, du 1/5e et éditeur de la gazette jusqu'à sa mort au combat le 27 août 1916.

## L'entre-deux-guerres

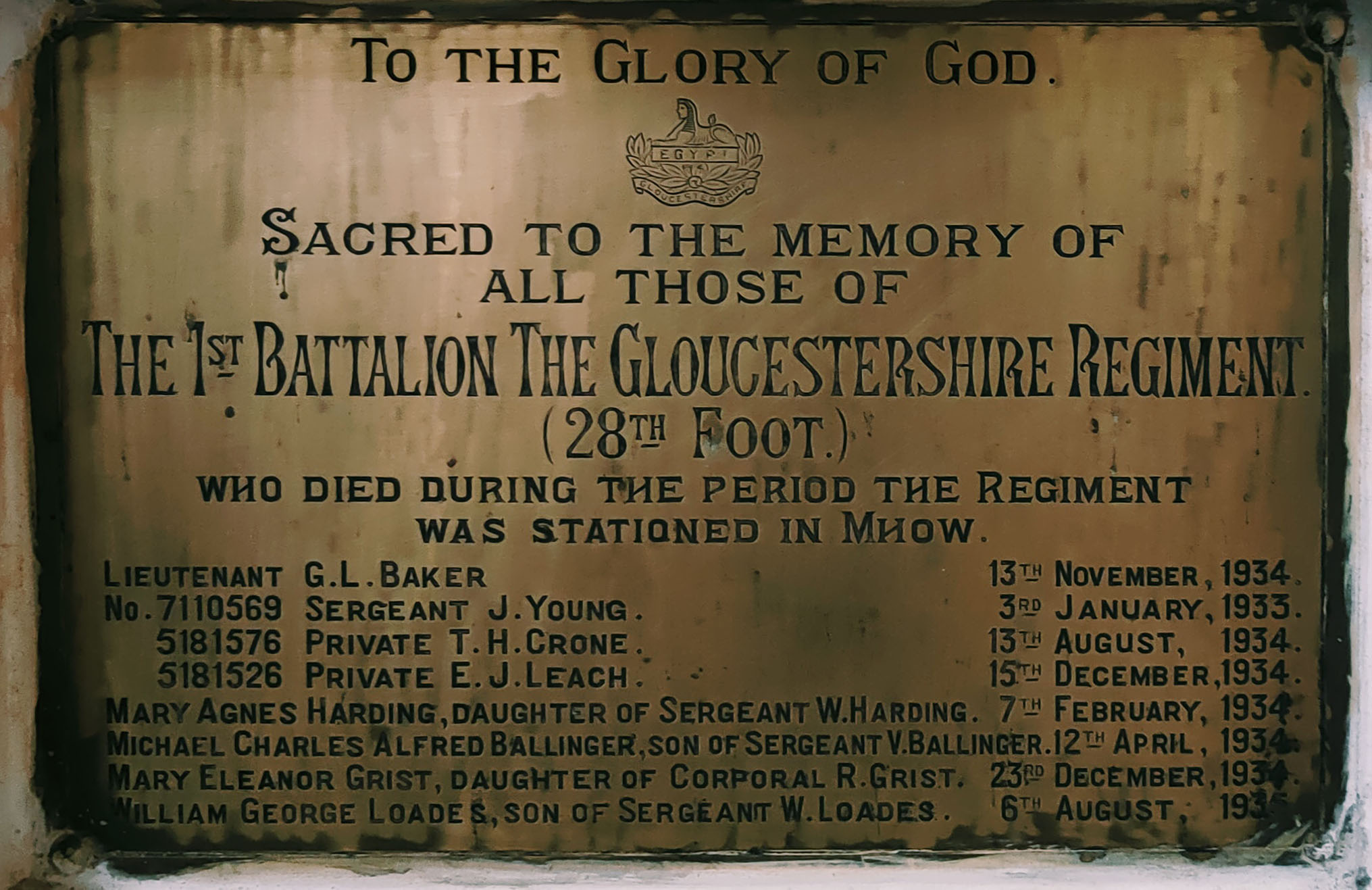
Le 1er battalion du Gloucestershire stationne au Mhow Cantonment de 1934 a 1936, durant laquelle cette plaque fut installée dans Christ Church à Mhow (près d'Indore, dans le Madhya Pradesh).

À partir de l'automne 1918 et jusqu'à la fin de 1919, tous les bataillons créés pendant la guerre furent dissous et leurs hommes démobilisés. Le régiment revient à son format de temps de paix.
Les deux bataillons d'active reprennent leur service en alternant des cantonnements à la caserne et outre-mer. Le 1er bataillon est envoyé sur l'île d'Irlande dans le comté de Cork en décembre 1920, en pleine guerre d'indépendance, avec pour missions de faire des patrouilles à bicyclette, de fouiller les fermes à la recherche d'armes, de garder les ponts et de capturer les républicains de l'IRA : Seán Moylan est pris par les Glosters le 16 mai 1921. En janvier 1922, le bataillon est envoyé dans la zone d'occupation en Allemagne autour de Cologne (au sein de la British Army of the Rhine), pour finalement rentrer au Royaume-Uni en 1923.
Pendant ce temps, le 2e bataillon prenait son poste en Inde, avec un interlude de cinq mois à Shanghai à partir de février 1923, lorsque des factions rivales chinoises ont laissé craindre pour la Concession internationale de Shanghai. En juillet 1928, le 2e bataillon repart en Inde, puis en décembre rentre en Angleterre, tandis que le 1er est envoyé trois ans en Égypte, une année à Singapour et six années en Inde avant d'arriver en Birmanie britannique en 1938. Quand l'Italie envahie l'Éthiopie (la crise abyssinienne), le 2e bataillon fut expédié en Égypte en janvier 1936, à Marsa Matruh à la frontière avec la Libye italienne, pour rentrer en Angleterre en janvier 1937.
En 1938, le 4e bataillon de la Territorial Army (le nouveau nom de la Territorial Force depuis 1921) est converti en 66th Searchlight Regiment pour servir à la défense anti-aérienne de Bristol (Avonmouth Docks, Bristol Filton Airport et usine de la Bristol Aeroplane Company) ; le 6e devient le 44e de chars, dépendant désormais du Royal Tank Regiment. Le 5e de territorial est dédoublé en formant le 7e bataillon en août 1939.

## Seconde Guerre mondiale
À la déclaration de guerre en septembre 1939, le Gloucestershire Regiment comprend :
- le 1er bataillon, stationné en Birmanie ;
- le 2e bataillon, assigné à la 8e brigade de la 3e division ;
- le 5e bataillon (TA), affecté à la 144e brigade de la 48e division ;
- le 7e bataillon (TA) attribué à la 183e brigade de la 61e division.

### Bataille de France
Le 2e bataillon arriva en France le 2 octobre 1939 au sein de la 3e division. Ordre fut donné de mélanger les bataillons d'active avec ceux de la territoriale, donc le 2e fut transféré à la 145e brigade de la 48e division (South Midland) en mars 1940 : cela le mit dans la même division que le 5e bataillon qui était arrivé en France le 15 janvier 1940. En mai 1940, durant la bataille de France, les Allemands percèrent les lignes françaises à Sedan, précipitant la retraite du BEF vers les ports de la Manche. Le 5e bataillon marcha 150 km en 83 heures avec peu de nourriture et de sommeil avant, par chance, d'attraper un moyen de transport à Tournai où, le 19 mai, le 2e bataillon perdit 194 hommes tués ou disparus en quelques minutes lors d'un raid aérien. Le BEF gagna un peu de répit le 20 mai, quand les deux bataillons prirent position le long de l'Escaut pour deux jours.
Le 25 mai, le 2e bataillon, qui cumulait 219 pertes, devenait une partie de la Somerforce, groupe mélangé d'unités sous le commandement du brigadier Nigel Somerset, avec pour mission de tenir autour de Cassel pour défendre l'accès à la poche de Dunkerque. Après des reconnaissances le 26, les Allemands attaquèrent le 27 mai. La Somerforce tient pendant deux jours, puis reçut l'ordre de retraite le soir du 29 mai ; mais peu atteignirent Dunkerque. Le 2e bataillon eut à souffrir 678 pertes à Cassel et 485 autres furent faits prisonniers.

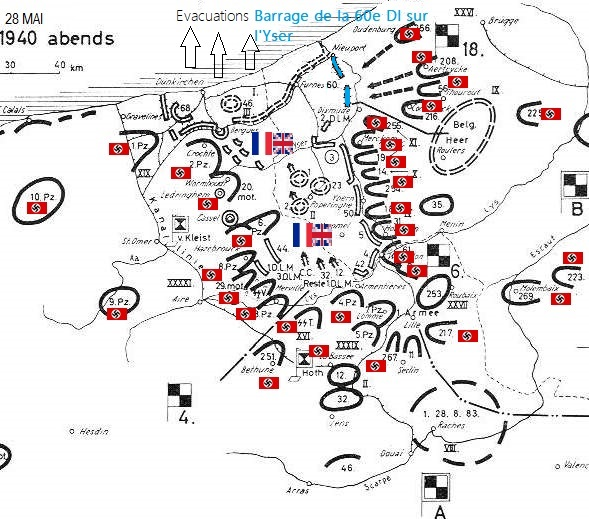
Défense de la poche de Dunkerque le 28 mai 1940. On voit que le Panzergruppe von Kleist est localisé à l'ouest de Ledringhem et la 20. Infanterie-Division (Mot.) du Panzergruppe Guderian à son est.

Pendant ce temps le 5e bataillon reçut une tâche similaire aux villages de Arnèke et de Ledringhem à quelque 6 kilomètres au nord-ouest de Cassel. Le bataillon prit position le 26 mai et l'attaque survint le jour suivant. Au 28 mai, le bataillon était concentré à Ledringhem, encerclé ; il reçoit son ordre de retraite dans les premières heures du 29 mai. Les survivants atteignirent la plage de Bray-Dunes le lendemain soir et furent évacués à l'aide de petits navires. La défense de Ledringhem a coûté 87 morts, et quand ils se regroupèrent en Angleterre il restait 400 hommes valides ; 147 hommes étaient prisonniers de guerre.

### Retraite de Rangoon

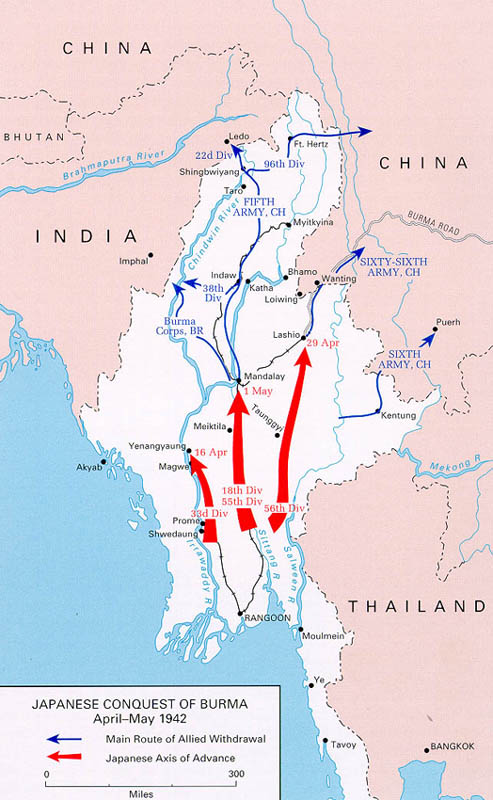
Conquête japonaise de la Birmanie en avril-mai 1942.

En mars 1942, le 1er bataillon assura l'arrière-garde de la retraite britannique depuis Rangoon durant la conquête japonaise de la Birmanie. Il vit sa première action significative les 7 et 8 mars au barrage routier de Taukkyan, et pour le reste du mois opéra indépendamment afin de couvrir la retraite, combattant le 17 mars à Letpadan et Paungde le 27 ; lors d'un combat à Padigong à 8 km de Paungde, la compagnie D fut isolée pendant 17 heures et dut combattre pour rejoindre le bataillon à Shwedaung. Pendant ce temps, le bataillon était intégré à la 63e brigade indienne de la 17e division qui eut à combattre pour rejoindre et traverser Shwedaung quand les forces japonaises infiltrèrent l'axe de retraite. Avant la fin de mars, le 1er bataillon se vit réduire à 140 hommes, leur commandant, le lieutenant-colonel Charles Bagot, étant du nombre des blessés.
À la mi-avril, le bataillon affaibli avait tellement été dispersé pour protéger ce qui restait des installations pétrolières autour de Yenangyaung et Chauk que quand Bagot revint de l'hôpital il fut informé que le bataillon avait cesse d'exister. Il fut malgré tout capable de réunir 177 hommes à Shwebo le 27 avril et le bataillon fut renforcé par un détachement de 123 hommes. Quand les Japonais menacèrent Monywa, Bagot prit le commandement de toutes les troupes dans le secteur, incluant le 1er bataillon, afin de former la « force Bagot ». Ce mélange d'unités combattit dans le but d'entraver la progression japonaise à Budalin, 60 km au nord de Monya le 4 mai, avant d'opérer une retraite sur Ye-U. Le bataillon continua comme arrière-garde, traversant la rivière Chindwin à Kalewa le 9 mai et arriva aux frontières de l'Inde à Tamu à la fin du mois. Au même moment, les Japonais suspendaient les opérations en Birmanie. Depuis le départ de Rangoon le 7 mars, le bataillon avait eu 164 hommes tués, au combat ou de maladie. Le bataillon resta en Inde, où il passa le reste de la guerre sans connaitre d'autres actions.

### Défense de l'Angleterre
À son retour en Angleterre, le 5e bataillon fut reformé et affecté à la défense côtière en Cornouailles. Il fut transformé en unité de reconnaissance en juin 1941, devenant le 43rd (Wessex) Reconnaissance Regiment, et à partir d'octobre cessa toute affiliation avec le Gloucestershire Regiment. Sa copie, le 7e bataillon, fut posté en Irlande du Nord, pour finir comme unité d'entrainement en 1944. Malgré tant de ses hommes en camps de prisonniers, le 2e bataillon fut reconstitué et servit à la défense de plusieurs points du Royaume-Uni, pour finalement finir en 1943 sur l'île de Wight, avant de se voir attribuer un rôle plus actif.
Comme la Grande-Bretagne devait s'armer pour repousser un possible débarquement allemand, plusieurs Home Service Battalions furent constitués sous les couleurs de régiment. Le 8e bataillon fut formé à partir des National Defence Companies et se composait d'hommes trop vieux, trop jeunes ou inaptes au service actif, et les plus jeunes contingents formèrent plus tard le 70e bataillon. Le 9e et 10e bataillon furent également créés, les premiers servirent en Irlande du Nord, les suivant au Sud du Pays de Galles puis dans le Lincolnshire. Le 11e bataillon fut créé en octobre 1940 par changement d'appellation du 50e bataillon, 50th (Holding) Battalion, et 32 000 hommes de 19 bataillons de la Home Guard portèrent les badges du régiment. Comme la crainte de l'invasion régressait, la plupart des nouveaux bataillons furent démobilisés, le 8e et le 70e en 1942, le 9e en 1943 et la Home Guard en 1945. En février 1942, le 11e bataillon cessa d'être affilié au régiment lors de sa conversion en 118th Light Anti-Aircraft Regiment. Le 10e bataillon fut mécanisé en 1942 pour devenir le 159th Regiment Royal Armoured Corps, tout en conservant les badges des Glosters sur la casquette. Il fut expédié en Inde en octobre où, en mars 1942, il retrouva sa vocation d'infanterie et retrouva le nom de 10e bataillon du régiment.

### Normandie et Pays-Bas

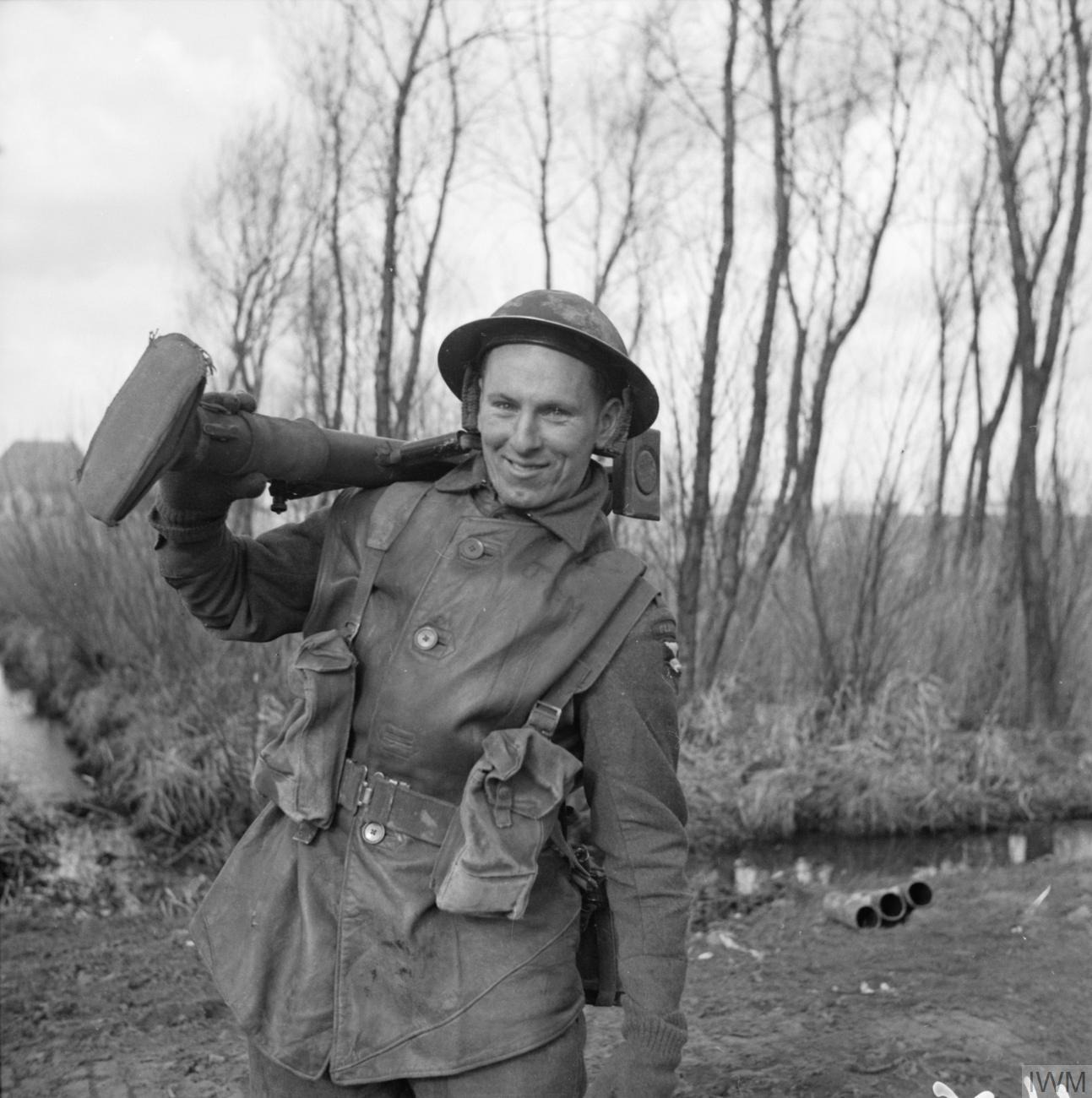
Un soldat du Gloucestershire, G. Mills du 2e bataillon, le 6 mars 1945, portant un PIAT.

En 1944, le 2e bataillon fut transféré à la 56e brigade indépendante pour le débarquement de Normandie ; à 11 h le 6 juin, il accostait sans incident au sein de la seconde vague sur Gold Beach. Le bataillon fut engagé à Tilly-sur-Seulles le 11 juin lors de l'opération Perch ; puis à Saint-Germain-d'Ectot le 30 juillet durant l'opération Bluecoat et à Thury-Harcourt le 12 août en prélude de l'opération Tractable. À la mi-août, ayant été successivement au sein de la 50e division (Northumbrian), la 7e division blindée et la 59e division (Staffordshire), la 56e brigade passe à la 49e division (West Riding) dans laquelle elle est maintenue pour le reste de la guerre. Lors de son avancée vers la Seine, le 2e bataillon captura Épaignes le 25 août au prix de 53 pertes et traversa le fleuve à Rouen le 2 septembre. Fer de lance lors de l'assaut du Havre huit jours plus tard, il fut la première unité britannique à entrer dans la ville le 12 septembre faisant 1 500 prisonniers et perdant 40 hommes, tués ou blessés.
Depuis Le Havre, le 2e bataillon avança en Belgique, prenant part aux combats de la tête de pont au-delà du canal de Turnhout à Anvers, puis en Hollande où il combattit à Stampersgat. Le bataillon atteignit Nimègue tard en novembre où il passa quatre mois relativement calmes interrompus par un combat de quatre jours à Zetten en janvier 1945. Sa dernière véritable action se déroula le 12 avril, quand il donna l'assaut à travers l'IJssel à Arnhem ; puis le reste de la 56e brigade donna l'assaut à la ville. Après la capitulation allemande le 8 mai, le 2e bataillon entra en Allemagne près d'Osnabrück. Un détachement fut mis à disposition lors du procès de Nuremberg, et en août il fut transféré à la 5e brigade de gardes stationnée à Berlin-Ouest.
Entre le débarquement en Normandie le 6 juin 1944 et le jour de la victoire en Europe (VE Day) le 8 mai 1945, le bataillon eut à déplorer 718 pertes. Parmi celles-ci se trouvait le commandant du bataillon, le lieutenant-colonel Francis Butterworth, qui meurt de ses blessures reçues lors l'attaque de Stampersgat et auquel succéda le lieutenant-colonel Robert Bray.

### Reconquête de la Birmanie
Le 10e bataillon fut reconverti en unité d'infanterie, assigné à la 72e brigade de la 36e division. La division était destinée à la Birmanie ; ainsi le bataillon « étant entrainé au combat d'infanterie, de blindée, ou d'opération combinée, se retrouva directement en combat de jungle, pour lequel n'avions eu aucun entrainement ». Les Glosters arrivèrent sur la péninsule d'Arakan en février 1944 et participèrent à la bataille d'Admin Box, combattant dispersé à l'échelle de la compagnie pour la capture des tunnels ferroviaires de Maya puis d'Hambone Hill. La division fut ensuite mise en réserve en mai et aéroportée à Myitkyina en juillet, transférée au Northern Combat Area Command (NCAC) sous la direction du général américain Joseph Stilwell. Il poussa vers le sud le long de la voie ferrée de Mandalay et captura Taungni le 9 août, durant cette période, le 10e bataillon perdit plus d'hommes de maladies qu'à cause de l'ennemi. Retiré en septembre afin de se renforcer, le bataillon fut engagé dans un combat féroce de quatre jours à Pinwe en novembre, perdant tous ses officiers dans les compagnies A et C alors qu'un seul subsistait à la compagnie B ; ils furent relevés le 26 novembre.
La 36e division continua son avancée vers le sud en janvier 1945, et le 10e bataillon retrouva le chemin de l'action lors d'une série de combats autour de Mabein (en) ce mois. Sa dernière action, l'attaque de Myit Son sur la rivière Shweli en appui de la 26e brigade indienne, lors de laquelle la compagnie D fut isolée pendant cinq jours avant d'être en mesure de rejoindre les lignes alliées le 16 février. Sur les 250 hommes que comptait le bataillon avant la bataille, 119 furent tués ou blessés lors de la retraite japonaise le 17 février. Une polémique à propos du comportement de l'unité opposa le commandant de la 26e brigade, le brigadier M. B. Jennings, et le commandant du 10e bataillon, le lieutenant-colonel Richard Butler, qui eut pour résultat le remplacement de Butler. Après avoir atteint Mandalay, le bataillon regagna l'Inde en mai et fut démobilisé à Poona en décembre.

## Guerre froide
Le Gloucestershire Regiment eut un total de 870 morts dans les neuf bataillons qui servirent sous ses couleurs durant la Seconde Guerre mondiale. Le 5e territorial rentra le 1er mars 1947 au sein de la 129e brigade de la 43e division (du Wessex). La même année, le 1er bataillon fut réduit à ses cadres et quitta l'Inde pour le Royaume-Uni, tandis que le 2e bataillon fut envoyé en Jamaïque avec des compagnies détachées aux Bermudes et au Honduras britannique (aujourd'hui le Belize). Ce fut en Jamaïque que, en accord avec la restructuration de l'armée britannique, les deux bataillons du régiment furent amalgamés le 21 septembre 1948 pour former un bataillon unique, sous le nom de Gloucestershire Regiment (28e/61e).

### Guerre de Corée
Après son retour en Angleterre en 1949, le 1er bataillon, commandé par le lieutenant-colonel James Carne (en), fut assigné à la 29e brigade indépendante ; le 3 novembre 1950, le bataillon arrive en Corée comme précurseur de la brigade. Début décembre, la 29e brigade servit d'arrière-garde à la retraite générale des forces des Nations unies après la bataille du Chongchon. Le 16 février, après que l'ONU lance une contre-offensive, les Glosters avec l'appui des canons de 25 livres du 45e régiment d'artillerie, les mortiers de 4,2 pouces (en) la 170e batterie de mortiers lourds, les 17 Centurions du 8e régiment de hussards assaillirent avec succès la colline 327 au sud du fleuve Han au prix de 10 morts et 29 blessés.

#### Bataille de la rivière Imjin

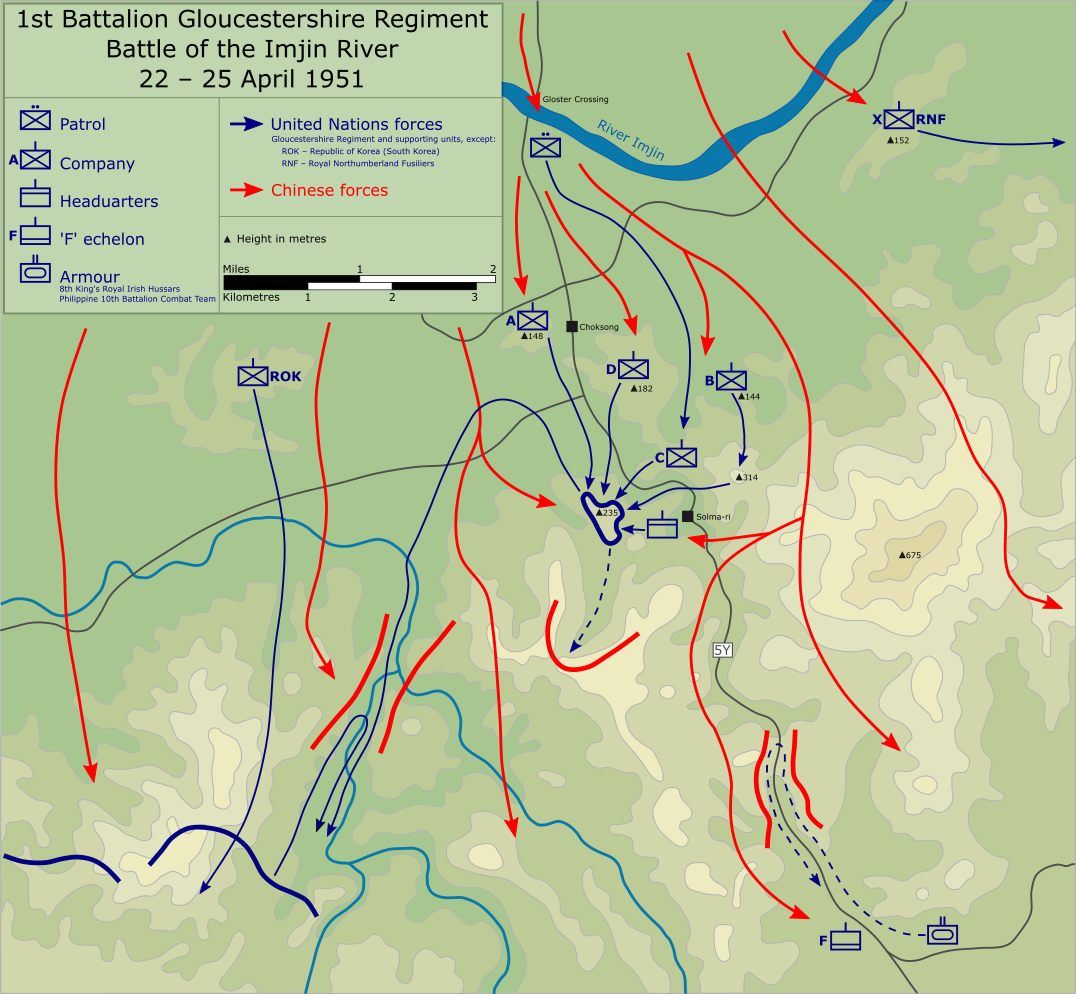
Le Gloucestershire Regiment à la bataille de la rivière Imjin.

Tôt en avril 1951, la 29e brigade, assistée du 45e régiment d'artillerie et sous le commandement de la 3e division d'infanterie des États-Unis, était dispersée sur 14 km le long de la rivière Imjin (un bout de la Line Kansas). Les 657 combattants composant le 1er bataillon, appuyés par la compagnie C de la 17e batterie de mortiers lourds, étaient éparpillés le long du flanc gauche de la brigade, de manière à empêcher la progression sur quelque 1 800 m à partir de la rivière, gardant un gué près du village de Choksong.
La compagnie A tenait la colline du château (Castle Hill, alias colline 148) surveillant le gué, la compagnie D était sur la colline 182 (à 1 400 m au sud-est), la compagnie B sur la colline 144, à l'est de la compagnie D. La compagnie C était en réserve près de la colline 314, dominant le poste de commandement du bataillon et la compagnie d'appui à Solma-Ri. Le commandant en second du bataillon, le major Digby Grist était à l'arrière (l'échelon F) à quelque 8 km au sud sur la route Five Yankee (FY) menant à Séoul. À droite, les Northumberland Fusiliers étaient à 3 km, à gauche le 12e bataillon sud-coréen (1re division d'infanterie de la ROK) était à 2 km.
À la tombée de la nuit le 22 avril, l'Armée des volontaires du peuple chinois lança son offensive de Printemps (en), dont la première phase devait éliminer la division étasunienne, la 29e brigade britannique et la division sud-coréenne. Un succès lui permettrait de prendre par le flanc les 24e et 25e divisions étasuniennes et d'ouvrir la voie vers Séoul. Face aux quatre bataillons de la 29e division, les Chinois avaient amassés leur 63e armée qui comprenait les 187e, 188e et 189e divisions soit 27 000 hommes et 27 bataillons d'infanterie.

##### Première nuit
À 22 h, une patrouille de 17 hommes de la compagnie C en position sur les rives de la rivière, appuyée par les canons du 45e régiment d'artillerie, engagèrent les troupes chinoises par trois fois alors qu'ils essayaient de traverser le gué. La patrouille se retira sans casse quand elle se trouva sans munitions alors que les troupes assaillantes s'accumulaient sur la rive opposée. Durant la nuit, les compagnies avancées des Glosters furent attaquées, et, à 7 h 30, la compagnie A fut repoussée de Castle Hill. Une tentative de reconquête échoua, et la compagnie, maintenant à moins de la moitié de son effectif et dont tous les officiers étaient blessés ou tués, fut repoussée jusqu'à la colline 235. La retraite laissa la compagnie D exposée et, avec une de ses patrouilles salement malmenée durant toute la nuit, elle se retira aussi vers la colline. La compagnie B ne fut pas attaquée cette nuit, mais la retraite de la compagnie D à sa gauche et des fusiliers à sa droite l'exposait ; elle rejoignit donc la colline 314 a 730 m a l'est de la compagnie C. Le soir, le major Grist arrivait au PC durant une accalmie, avec des provisions, quand la nouvelle parvint d'une attaque sur l'échelon F. Il retourna par la route 5Y, essuya une embuscade et dépassa un groupe de l'échelon F longeant la route sous escorte chinoise ; il essaya éventuellement de rejoindre le QG de la brigade. La perte de l'échelon F signifiait que les accès du bataillon étaient dorénavant coupées.
À 23 h le 23 avril, les Chinois reprenaient leur attaque, jetant le tout frais 189e bataillon contre les compagnies B et C des Glosters autour de la colline 314. Durant la nuit les hommes de la compagnie B menés par le major Edgar Harding, à 18 contre 1, endurèrent six assauts, appelant les tirs d'artillerie sur leurs propres positions pour briser la dernière. Manquant de munitions et ayant de nombreux blessés, un septième assaut à 8 h 10 les força à évacuer leurs positions et seuls vingt survivants atteignirent la colline 235 que le PC, l'appui et la compagnie C avaient déjà quitté. La position des Glosters étant vitale à l'intégrité de la ligne Kansas, Carne reçut l'ordre à 7 h le 24 avril du commandant de la 3e division, le général Robert H. Soule, de se maintenir. Il fut avisé que des renforts, y compris des chars du 8e hussards, les Philippins du 10e bataillon et l'échelon arrière des Glosters seraient envoyés par la route 5Y. Les blindés étaient à 1 800 m de la position des Glosters quand ils tombèrent dans une embuscade aux environs de 15 h, les condamnant à une nouvelle nuit seuls sur la colline 235.

##### 3enuit

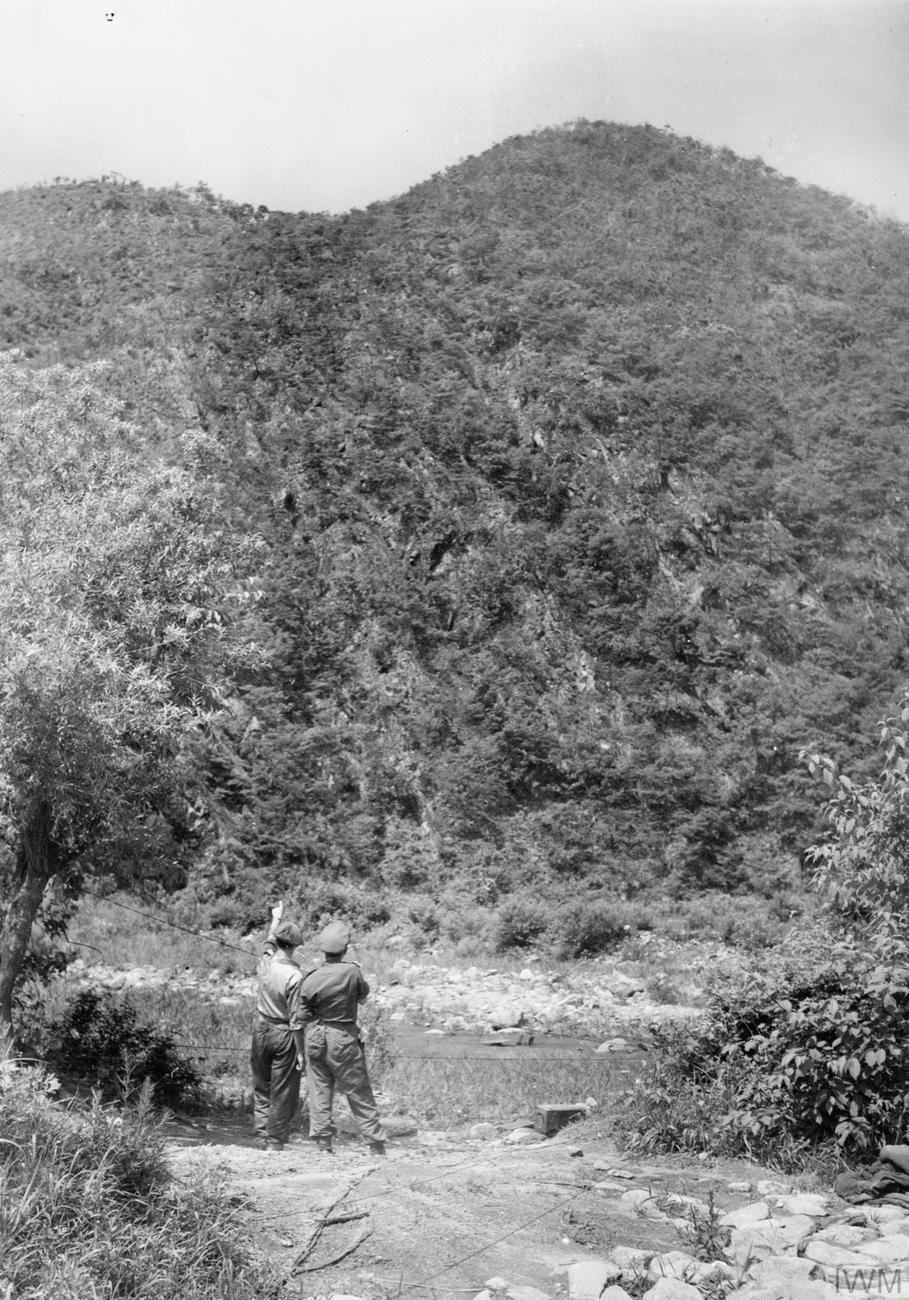
La colline des Glosters (colline 235), cinq semaines après la bataille de la rivière Imjin.

Au cours de l'après-midi du 24 avril, les Glosters, avec les servants des mortiers convertis en fantassins, avaient été réduits à une force combattante de 400 à 450 hommes. Ils manquaient de munitions même si le 45e d'artillerie pouvait les appuyer. L'estimation des forces adverses allait d'un régiment (trois bataillons) à une division entière. Les Glosters combattirent toute la nuit du 24 au 25 avril durant laquelle les Chinois occupèrent brièvement le sommet. Il fut reconquit lors d'une contre-attaque menée par l'adjudant Anthony Farrar-Hockley, et les Chinois lancèrent sept attaques en une heure afin de le reprendre, toutes sans succès. Leurs assauts sur la colline furent finalement limités par un appui aérien après le lever du soleil. Ce matin, comme les forces chinoises avaient infiltrées les lignes trop profondément, les Nations unies commencèrent à se retirer vers la ligne Delta. Sur la colline 235, les Glosters avaient peu d'espoir de secours, et, avec la retraite du 45e, plus de support de l'artillerie. Carne reçut la permission d'essayer d'évacuer à 6 h 5. Il n'avait d'autre choix que de laisser les blessés estimés à près de 100. Les survivants se scindèrent en petits groupes et essayèrent d'échapper à l'encerclement chinois pour rejoindre les lignes alliées. 46 hommes seulement y arrivèrent.

#### Après la bataille
La résistance des Glosters a limité la percée chinoise à travers le front de la ligne Kansas, qui autrement aurait menacé le flanc des 1re division sud-coréenne et 3e division étasunienne. Leur présence représentait une menace pour les lignes arrières des Chinois lors de leur avancée en interdisant l'accès des routes du sud à leur artillerie et à leurs trains de mules. Le général James Van Fleet, commandant de la 8e armée étasunienne décrivait leur résistance comme « l'exemple d'acte de bravoure d'une unité le plus remarquable dans la guerre moderne », et dans une lettre au général Matthew Ridgway, commandant en chef des forces des Nations unies en Corée, il écrivit que « la perte de 622 hommes avait sauvé de nombreuses fois ce nombre ». Le commandant de la 29e brigade, le brigadier Thomas Brodie, surnommera le régiment The Glorious Glosters, ce qui fut répété dans les journaux, tandis que la colline 235 fut bientôt connue comme la Glosters Hill, au pied de laquelle un monument fut construit en 1957 (37° 56′ 49,92″ N, 126° 56′ 02,04″ E).
Les autres bataillons de la 29e brigade furent également engagés dans des combats désespérés, même si les pertes n'atteignirent pas la même échelle, avec un total de 1 091 pertes. Des 622 pertes du Gloster, 56 furent tués, 42 blessés évacués et 522 hommes fait prisonniers, quelques-uns ayant déjà endurés les camps allemands et japonais. Carne lui-même fut fait prisonnier ; il reçut la Victoria Cross et reçu la Distinguished Service Cross étasunienne. Le lieutenant Philip Curtis reçu la VC à titre posthume pour ses actions lors des tentatives de reprise de la Castle Hill. Deux remises de la DSO furent faites à Harding et Farran-Hockley. Le lieutenant Terence Waters reçut à titre posthume la George Cross pour sa conduite en captivité. Le régiment lui-même et la compagnie C de la 170e batterie de mortiers lourds furent récompensés par la Presidential Unit Citation.
Les forces du bataillon le 26 avril s'élevaient à 119 hommes, pour la plupart de l'échelon arrière. Le nombre grimpa jusqu'à 217 dans la journée à mesure que des hommes rentraient de permission et que le peu qui s'était débrouillé pour s'échapper de la colline 235 rejoignait. La 29e brigade fut de nouveau opérationnelle en mai, et le régiment retourna en ligne le long de l'Imjin en septembre. Il fut relevé en novembre et retourna à Southampton le 20 décembre. Les prisonniers de guerre furent libérés en 1953. La guerre de Corée a fait un total de 113 morts, dont 36 fois en captivité. Le 11 novembre 2021, les restes de trois soldats inconnus du régiment furent inhumés dans le cimetière des Nations unies à Pusan.

### Dernières missions

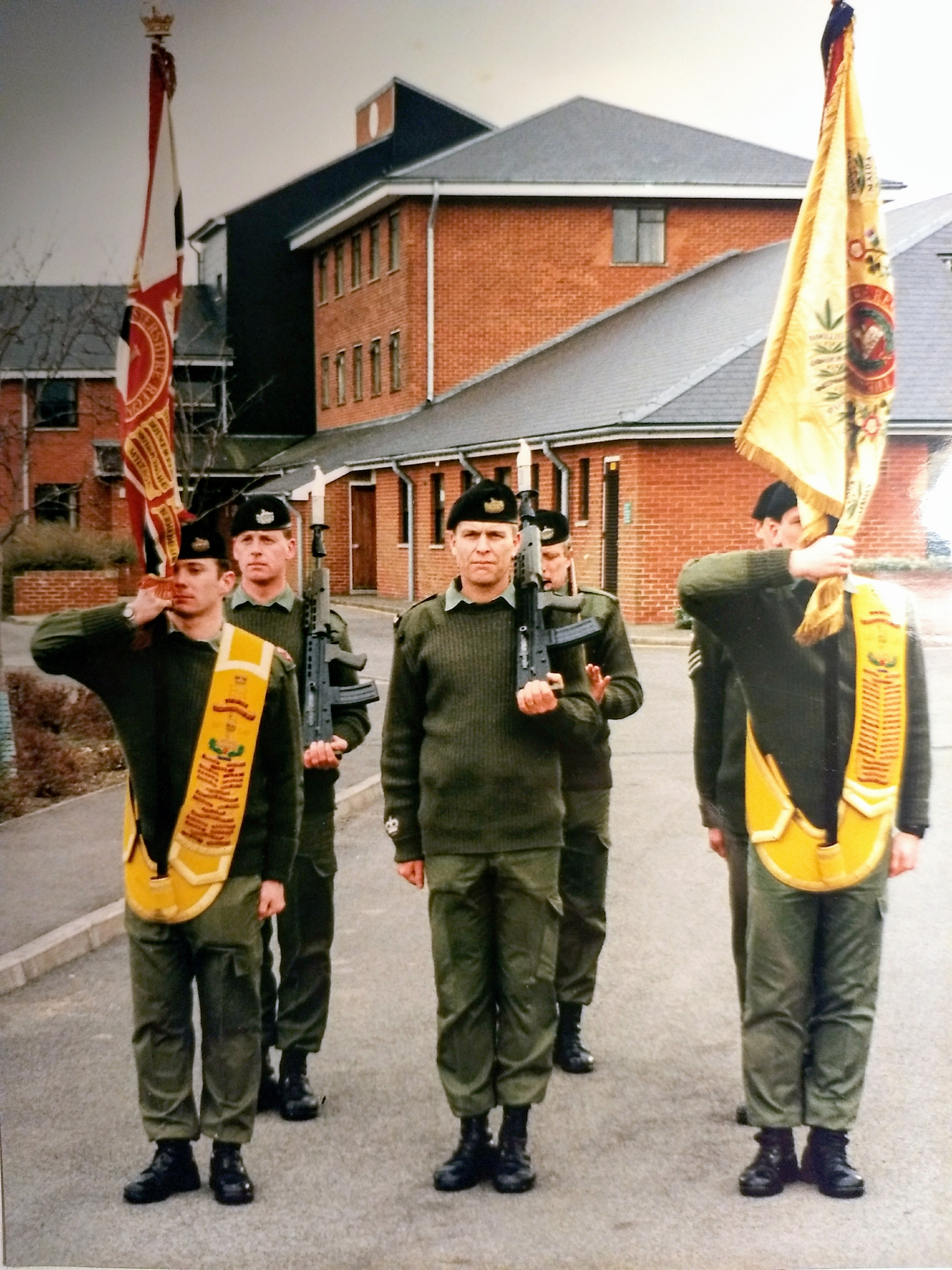
Les couleurs à la caserne de Catterick le Back Badge Day 1993.

Alors que continuait la guerre de Corée, le régiment fut utilisé pour des cérémonies. Ils encadrèrent la route de la procession funéraire du roi George VI le 15 février 1952. Son nouveau drapeau fut montré à Gloucester le 26 avril, les deux bataillons réguliers ayant gardé jusque là ceux de leurs régiments respectifs. Le 2 juillet 1953, 400 hommes des 1er et 5e bataillons prirent part à la procession du couronnement d'Élisabeth II.
Entre 1955 et 1994, le régiment retourna à un service outremer, dans un empire colonial se retrécissant, avec des séjours au Kenya (pendant la révolte des Mau Mau), à Aden, au Bahreïn, à Chypre (en pleine insurrection), au Honduras britannique, à Gibraltar, au Swaziland, à l'île Maurice, au Bechuanaland et au Basutoland. Le régiment participa aussi aux forces de l'OTAN en Allemagne, effectuant trois séjours dans l'Armée britannique du Rhin et deux dans la garnison britannique de Berlin-Ouest, et entre 1968 et 1991 il effectua sept séjours en Irlande du Nord durant les Troubles où il eut cinq hommes tués.
En mars 1967, le 1er bataillon devint la seule unité du régiment quand, à l'occasion de la réorganisation de l'armée territoriale, le 5e bataillon devint la compagnie A de volontaires du Wessex (une unité de réserve). Le régiment évita de peu l'amalgame avec le régiment du Hampshire en 1970, et il célébra son tricentenaire en mars 1994. Mais avec la dissolution de l'Union soviétique, le gouvernement restructura les forces armées (Options for Change en 1990) : le Gloucestershire Regiment fut amalgamé avec le régiment du duc d'Édimbourg (Berkshire and Wiltshire) pour former en 1994 The Royal Gloucestershire, Berkshire and Wiltshire Regiment. Le nouveau régiment conserva la tradition du badge arrière, et quand il fut à son tour amalgamé en 2007, il passa la tradition à son successeur, The Rifles (les carabiniers) qui portent le badge arrière sur leur tenue de parade. Les Glosters défilèrent pour la dernière fois le 26 mars 1994 à Gloucester. Les couleurs, portant bien plus de noms de bataille que n'importe quel autre régiment de ligne britannique, furent portées lors d'une dernière marche vers le Soldiers of Gloucestershire Museum.